# Údolí Alpského Rýna
Údolí Alpského Rýna (německy Alpenrheintal) či jednoduše Rýnské údolí (německy Rheintal), je ledovcové, široce rozevřené alpské údolí, které se rozkládá po celé délce Alpského Rýna od soutoku Předního a Zadního Rýna až po jeho ústí do Bodamského jezera. Východní hranici údolí tvoří Bregenzský les, západní hranicí je podhůří Appenzellských Alp. Horní třetina údolí má charakter alpského údolí, a jeho údolní rovina dosahuje šířky 1 až 4 kilometry. Pod Vaduzem se údolí značně rozšiřuje a mění se v širokou rovinu, která má na dolním konci údolí, podél jihovýchodního břehu Bodamského jezera, až 10 kilometrů na šířku.
Celé 90 km dlouhé údolí se nachází na území tří států: Švýcarska (kantony Graubünden a St. Gallen), Lichtenštejnska a Rakouska (spolková země Vorarlbersko), přičemž řeka Rýn tvoří téměř bez výjimky státní hranici. Severní a jižní konce údolí jsou hustě osídlené, většina lidí žije na rakouské straně údolí. Nejznámějšími obcemi v údolí Alpského Rýna jsou Bregenz, Chur a Vaduz, největší obcí je Dornbirn.

## Geografie

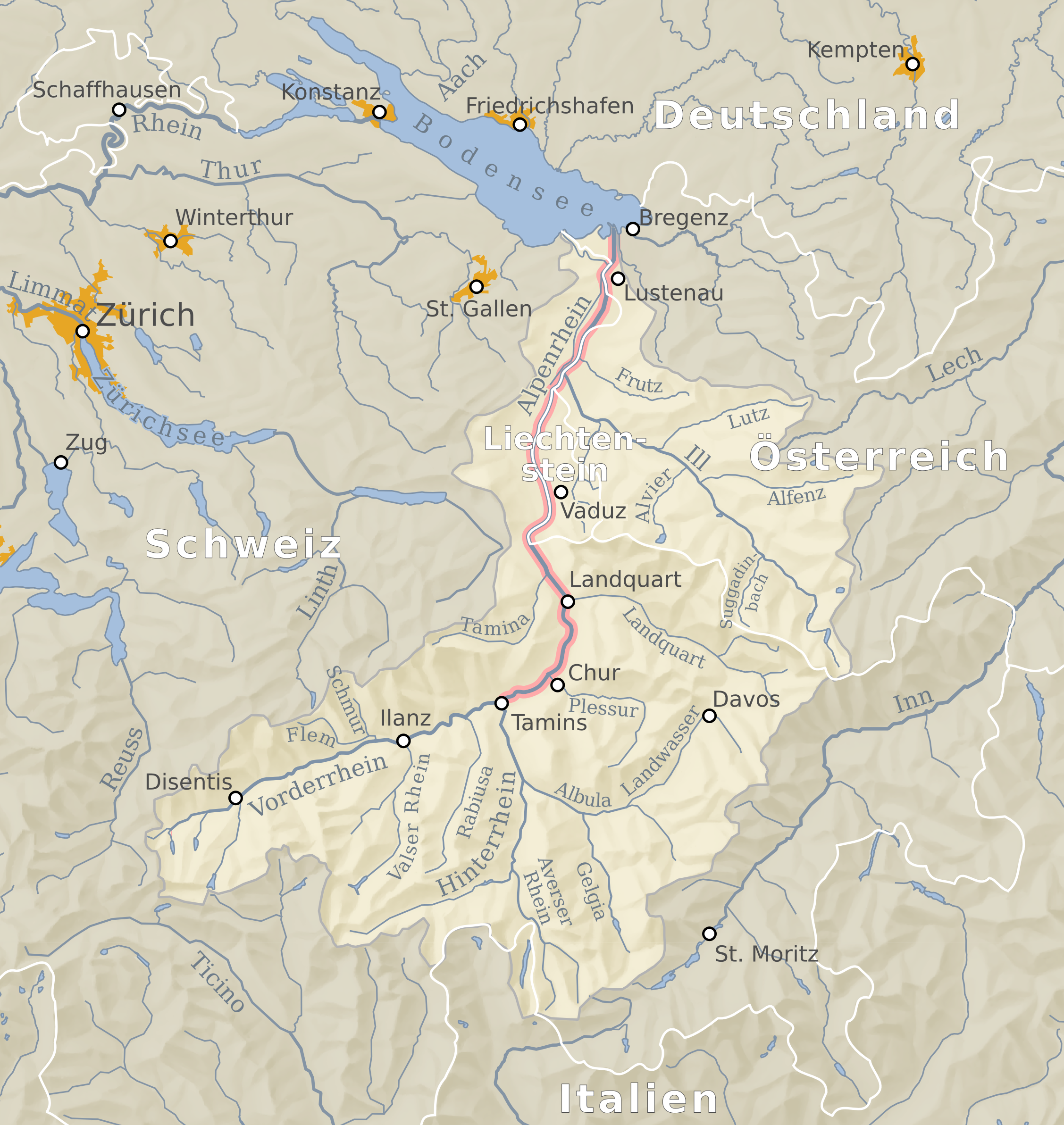
Mapa povodí Alpského Rýna, který tvoří páteřní osu údolí

U Reichenau-Tamins se slévají dvě zdrojové řeky Rýna, Přední a Zadní Rýn, a vzniká tak Alpský Rýn. Analogicky k tomu se spojují údolí Surselva (Přední Rýn) a Domleschg (Zadní Rýn) a tím vzniká údolí Alpského Rýna. To vede severovýchodním směrem až k městu Chur, načež pokračuje širokým obloukem severozápadním směrem. V zúžení u města Sargans se údolí opět láme na severovýchod. Před Triesenem pak mění směr na sever a v oblasti obcí Gams-Haag-Nendeln se rozšiřuje na šířku asi 7 km. U Feldkirchu se do něj napojuje údolí Walgau. V oblasti Hinterforst-Mäder-Hohenems dosahuje dno údolí největšího rozsahu přes 10 km. Konec údolí vyznačuje pomyslná spojnice obcí Rorschach (Švýcarsko) a Lindau (Německo) v oblasti Bodamského jezera.
- Rozloha: Od soutoku Předního a Zadního Rýna u Reichenau-Tamins k ústí Alpského Rýna do Bodamského jezera u Hardu měří údolí přibližně 90 km. Nachází se v nadmořské výšce mezi 400 a 600 m n. m. a místy dosahuje šířky až 10 km.
- Vymezující pohoří: Údolí Alpského Rýna je lemováno pohořími Alp a Alpského podhůří (např. Appenzellské Alpy - Alpenstein, Plessurské Alpy, Rätikon, Calanda, Albula, Glarnské Alpy, Bregenzský les), z nichž některé jsou vysoké přes 3000 m. Samotné hranice údolí nejsou přesně definovány. Některé hory a kopce se považují za součást údolí Alpského Rýna, jiné nikoli. V zásadě se předpokládá, že údolí je vymezeno přilehlými horami a jejich vodami které z nich stékají do Alpského Rýna. Podle této definice je nejvyšší horou lemující údolí Alpského Rýna Ringelspitz, nacházející se na jeho úplném začátku. Se svými 3247 m je také nejvyšší horou kantonu St. Gallen.
- Geografické členění: Údolí Alpského Rýna zahrnuje následující oblasti ve směru toku Alpského Rýna. Začíná na jihu Churským údolím Rýna a tzv. Bündnerským panstvím (Okres Mainfeld). Vlevo od Rýna následuje Sarganserland, a poté na sever až k Bodamskému jezeru Sanktgallenské údolí Rýna. Na pravé straně Rýna navazuje na Bündnerské panství Lichtenštejnské údolí Rýna, následované Vorarlberským údolím Rýna. Ve spodní části se údolí ve Švýcarsku i Rakousku člení na další podoblasti. Sanktgallenské údolí Rýna se skládá ze dvou volebních obvodů Werdenberg a Rheintal (ten byl do konce roku 2002 členěn na Horního údolí Rýna a Dolní údolí Rýna). Vorarlberské údolí Rýna se taktéž dělí na Horní a Dolní údolí Rýna, kterým se také říká Unterland (Dolní země) a Oberland (Horní země). V této oblasti dosahují některé nízké horské vrcholy až k původnímu toku Rýna, což má za následek přirozenou bariéru v údolí. Kummenberg se obecně označuje jako hranice mezi rakouským Dolním a Horním údolím Rýna na pravém břehu, zatímco na levém švýcarském břehu je touto hranicí rokle Hirschensprung. Také Lichtenštejnské knížectví je rozděleno na volební obvody Oberland a Unterland.
- Geografické zvláštnosti: hora Kummenberg, rokle Hirschensprung, hora Montlingerberg, průsmyk Sankt Luzisteig, Starý Rýn (Diepoldsauský průlom), Starý Rýn (Fußacherský průlom), Bludné balvany.

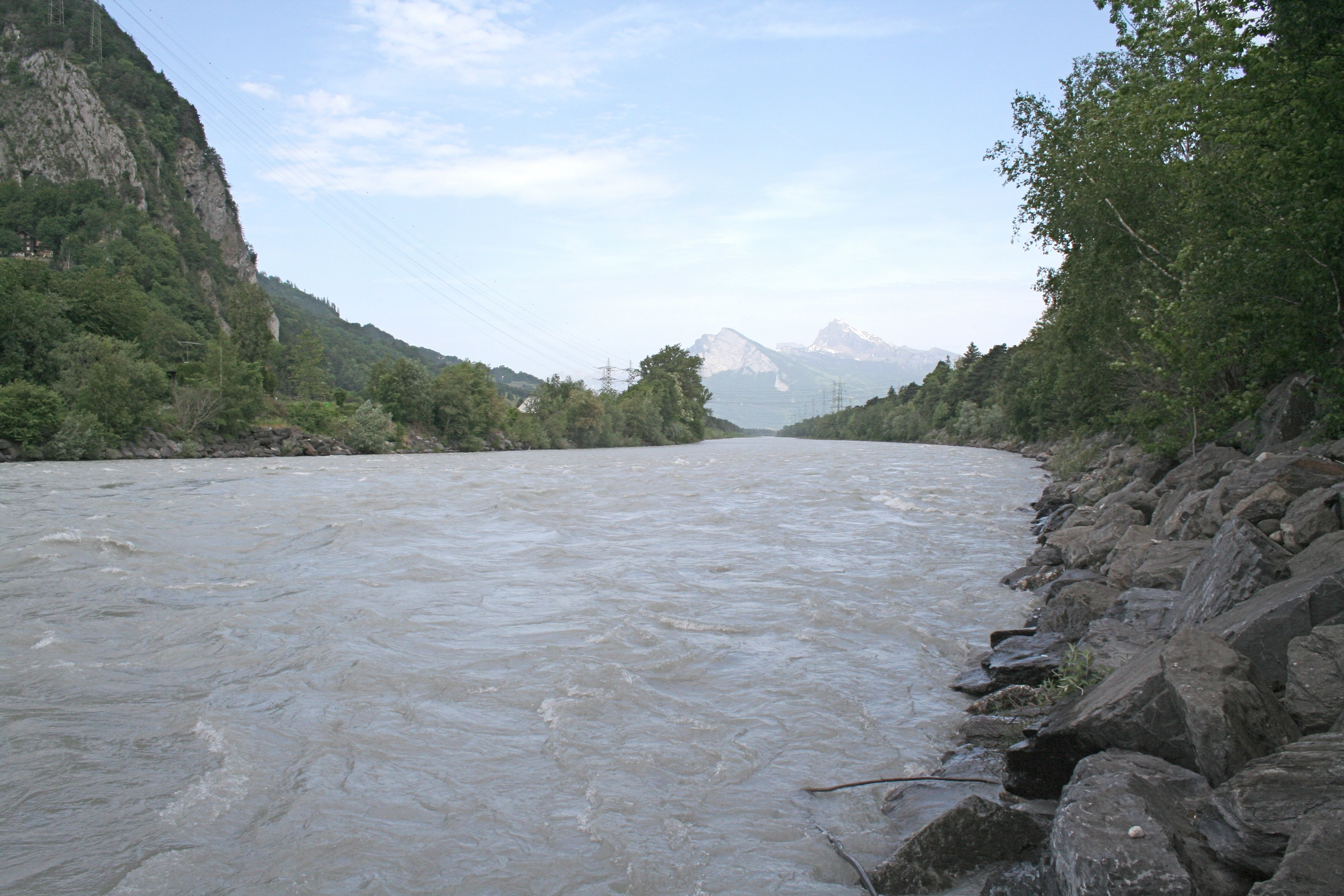
Alpský Rýn u Landquartu (Kanton Graubünden)

Celá oblast je silně utvářena Alpským Rýnem. Regulace Rýna v průběhu let 1900 až 1920 odvrátila největší riziko záplav a dala řece dnešní podobu. V průběhu regulace byl tok Rýna rozšířen a některé z původních říčních smyček se změnily ve stojaté vody, dnes nazývané Starý Rýn. Regulace Rýna a údržba protipovodňové ochrany je trvalý proces. Jelikož dnešní stav řeky již nezaručuje jistou ochranu před stoletou vodou, neustále se vyvíjejí koncepce renaturace a zlepšování protipovodňové ochrany. Dalším důležitým geografickým aspektem údolí Alpského Rýna je Bodamské jezero, které jej uzavírá na dolním konci a které již od pradávna přitahuje do této oblasti lidské osídlení.
Velkou část údolí tvořily dříve bažiny a lužní lesy, které byly teprve pomocí meliorací upraveny na ornou půdu. Těžba rašeliny a lovení naplaveného dříví z Rýna, tzv. Rheinholzen byly po dlouhou dobu dobrým zdrojem příjmů pro jinak převážně chudou populaci. Těžba rašeliny je v současnosti zakázána z důvodu ochrany přírody a Rheinholzen se praktikuje již pouze jako tradice.

### Regiony a subregiony

#### Churské údolí Rýna

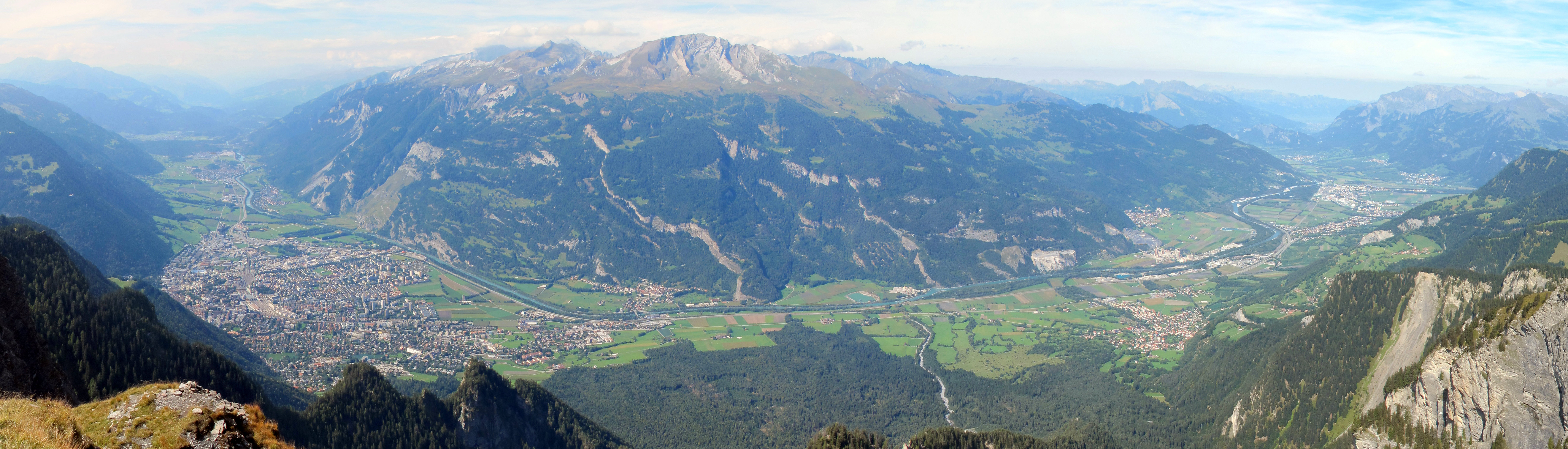
Churské údolí Rýna s městem Chur

Název Churské údolí Rýna odkazuje na město Chur, hlavní město kantonu Graubünden. Označuje se tak největší část údolí Alpského Rýna mezi soutokem Předního a Zadního Rýna a severní hranicí kantonu Graubünden poblíž obce Fläsch. V Churu se do Alpského Rýna vlévá Plessur, první hlavní přítok, který se nepočítá mezi horní toky Rýna. Níže po proudu se u obce Landquart vlévá do Rýna řeka stejného jména, přitékající z obce Davos. Landquart je přestupní stanicí na Rhétskou dráhu, která po železniční trati Landquart – Davos Platz umožňuje díky tunelu Vereina spojení s údolím Engadin. Severně od Landquartu začíná tzv. Bündnerské panství. Nachází se v něm mj. Maienfeld, rodné město fiktivní postavy Heidi, a Sankt Luzisteig, průsmyk vedoucí do sousedního Lichtenštejnského knížectví.

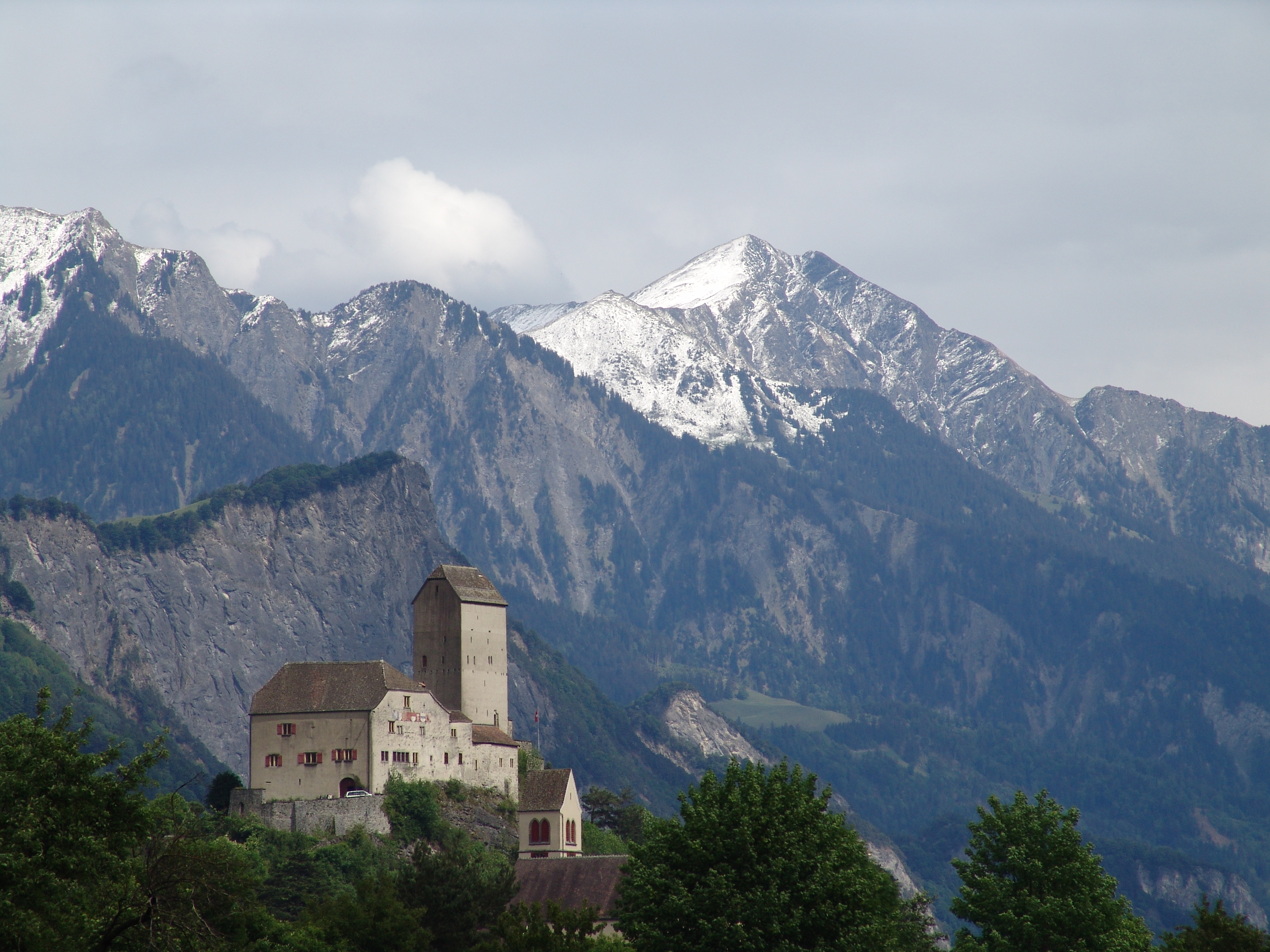
Hrad Sargans na úpatí hory Gonzen značí klimatický konec Churského údolí Rýna

#### Sanktgallenské údolí Rýna
Směrem na sever přechází Churské údolí Rýna do Sanktgallenského údolí Rýna. Označuje se tak celá oblast levého břehu Rýna patřící do kantonu St. Gallen mezi obcí Sargans a ústím řeky do Bodamského jezera. Z hlediska klimatu však Churské údolí Rýna končí teprve v Sargans. Celá oblast zhruba odpovídá švýcarským volebním obvodům Rheintal a Werdenberg a je rozdělena do tří menších regionů „Sarganserland“, Werdenberg a „Rheintal“.
Na západních svazích údolí se od 9. století ve velkém pěstovala vinná réva. Víno se zde vyrábí dodnes, ale vinařství ztratilo svůj dřívější význam. Zemědělství dominuje silážní kukuřice, a v menší míře i jedlá kukuřice (Rheintaler Ribelmais neboli Türggenribel) a mrkev (Rüebli). Türggenribel je v současnosti jediným švýcarským obilným výrobkem s chráněným označením původu.
V Sanktgallenském údolí Rýna se mluví dialekty horní alemanštiny, které jsou úzce příbuzné s dialekty používanými v sousedním Lichtenštejnsku a Vorarlbersku.

##### Sarganserland
Několik kilometrů od Landquartu směrem po proudu řeky, se na levé straně Rýna nachází region Sarganserland s lázeňským městem Bad Ragaz, a jeho vyhlášenými léčivými prameny. Do Alpského Rýna se zde vlévá řeka Tamina, která je proslulá díky své působivé rokli. Obec Sargans, od níž region odvozuje své jméno, je známá především díky svému hradu. Hrad Sargans, který se nachází na úpatí hory Gonzen, byl postaven ve 12. století. V útrobách hory se nachází stejnojmenný důl, ve kterém v raném středověku probíhala intenzivní těžba rud. Sargans je mj. výchozím bodem pro návštěvníky lyžařské oblasti Pizol, která je častým cílem jednodenních výletů pro obyvatele jihoněmecké oblasti Bodamského jezera. V blízkosti Sargans je také důležitý vodní předěl: pouze několik metrů kamenitého terénu brání tomu, aby Alpský Rýn místo do Bodamského údolí tekl otevřeným údolím Seeztal skrz jezero Walensee a Curyšské jezero směrem do řeky Aary.

##### Werdenberg
Region Werdenberg zahrnuje obce Buchs, Gams, Grabs, Sennwald a Wartau a také vesnice Frümsen, Salez, Haag a Sax, které patří k obci Sennwald. Werdenberg je rozlohou zhruba stejně velký jako Lichtenštejnské knížectví a ze severu na jih také téměř stejně dlouhý. Kromě Buchsu, hlavního města regionu, se vyznačuje venkovským charakterem. Zemědělství zde hraje ústřední roli, v Sennwaldu se však nachází také větší průmyslová oblast. Hlavní nákupní centra regionu lze nalézt v obci Haag a tato jsou velmi oblíbená také u lidí z Lichtenštejnska a regionu Rheintal. Haag je také dopravní křižovatkou regionu, protože spojuje Lichtenštejnsko napříč údolím s obcí Gams, ze které vede silnice směrem do Wildhaus-Unterwasser-Wattwil a dále do Toggenburgu.

##### Rheintal

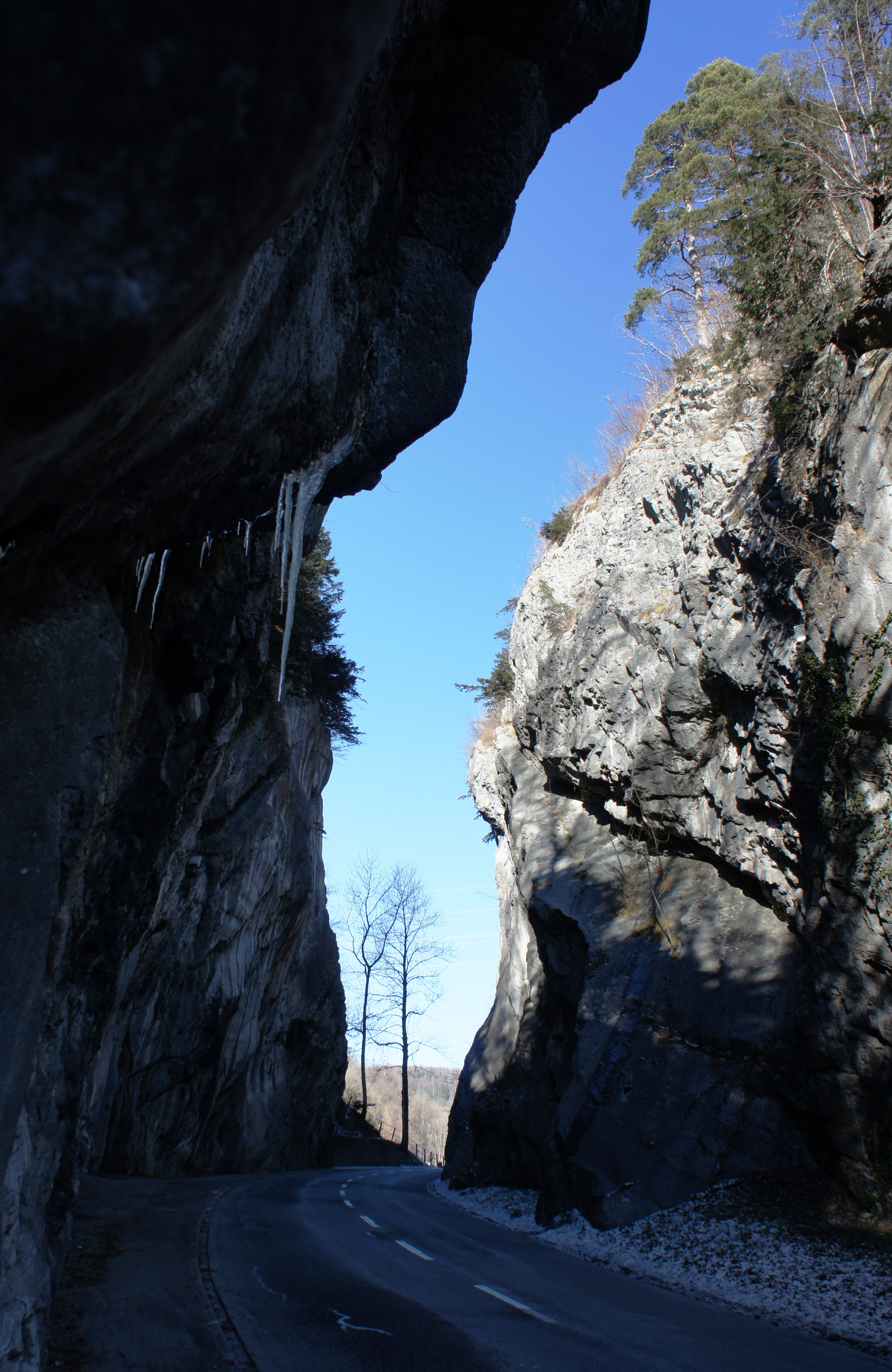
Průsmyk Hirschensprung

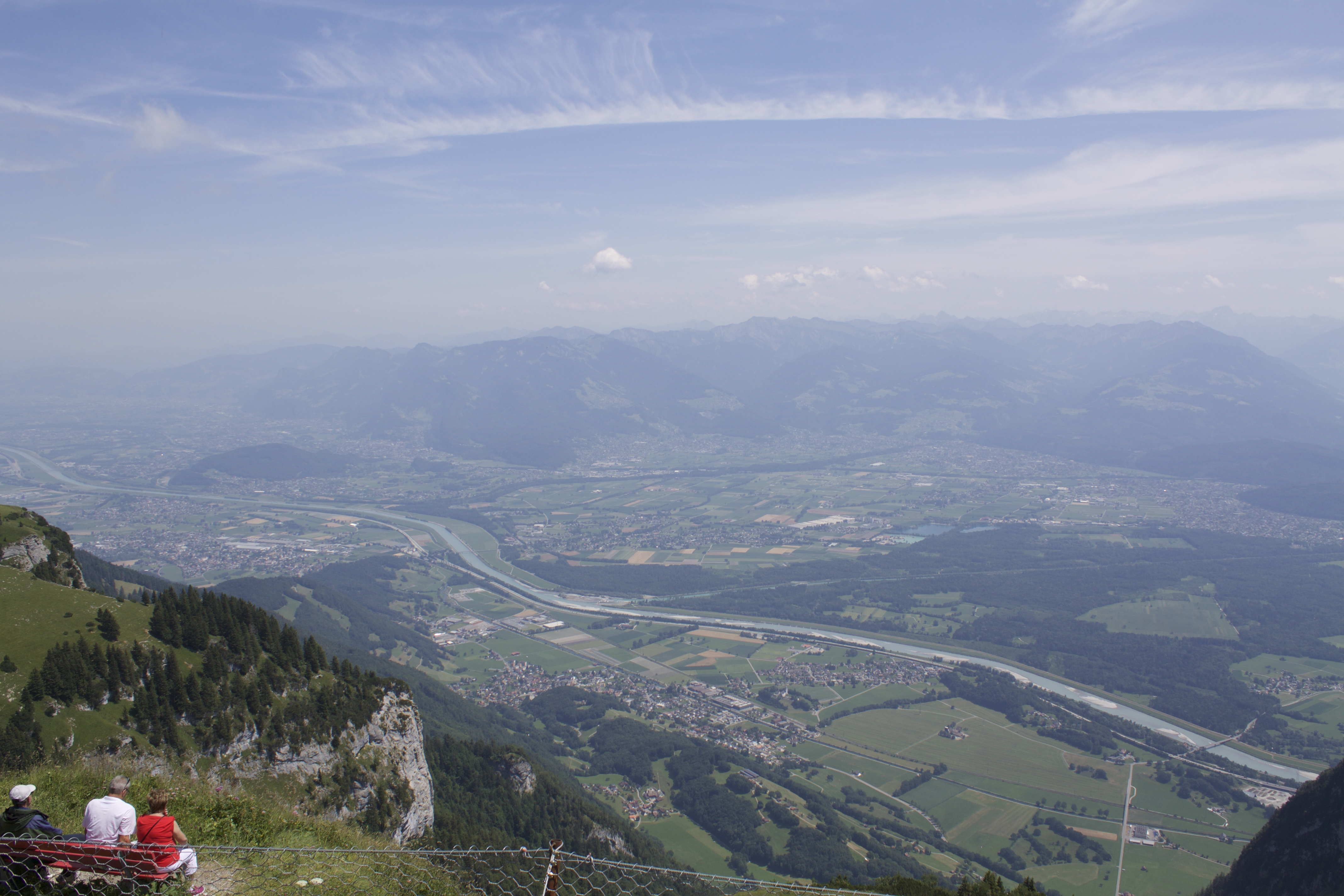
Rheintal (pohled ze švýcarské hory Hoher Kasten směrem k Rakousku)

Region Rheintal (česky Rýnské údolí) zhruba odpovídá volebnímu obvodu Rheintal. Zahrnuje švýcarské obce Rüthi, Oberriet, Eichberg, Altstätten, Marbach, Rebstein, Balgach, Berneck, Diepoldsau, Widnau, Au, Sankt Margrethen a Rheineck a dále vesnice Heerbrugg, Kriessern, Eichenwies, Kobelwald a další. Společná regionální identita se odráží i na mnoha místních názvech (např. místní noviny Rheintaler). Oblast je částečně utvářena zemědělstvím. Na hranici s Werdenbergem se pěstuje hlavně kukuřice (Türggenribel) a mrkev (Rüebli). Rheintal je s 95 hektary obdělávané půdy nejdůležitější vinařskou oblastí kantonu St. Gallen.
Do roku 2002 byl region Rheintal rozdělen na dva okresy, Horní údolí Rýna (Oberrheintal) a Dolní údolí Rýna (Unterrheintal). V regionu se také běžně používá výraz Střední údolí Rýna (Mittelrheintal). Například Bruslařský klub Rheintal (Schlittschuh Club Rheintal - SCR) se dříve jmenoval Schlittschuh Club Mittelrheintal (SCM), tedy Bruslařský klub Středního údolí Rýna. Existuje také Vyšší škola Středního údolí Rýna (Oberstufe Mittelrheintal - OMR). V červnu 2007 se hlasovalo o "možném spojení obcí ve Středním údolí Rýna". Výraz Střední údolí Rýna obvykle popisuje oblast kolem Heerbruggu (tedy obce Au, Balgach, Berneck, Diepoldsau a Widnau).
V Oberrietu (jih regionu) odděluje výběžek pohoří Alpstein (hora Blattenberg) celou oblast od Rüthi, a tedy geograficky od regionu Werdenberg. Tento výběžek lze překonat pouze úzkým průsmykem, zvaným Hirschensprung. V Au (sever regionu) dosahuje hora Heldsberg až původnímu břehu Rýna. Ve středověku byla tato skutečnost využívána při výstavbě opevnění. Část těchto opevnění, hrad Blatten se v Oberrietu dochovala do dnešní doby.
Heerbrugg je považován za skutečné centrum regionu Rheintal. Kříží se v něm hlavní silnice 13 se silnicí z rakouského Hohenemsu, která dále pokračuje do Heidenu v kantonu Appenzell Ausserrhoden. Ve městě je množství větších obchodů a nachází se zde vlakové nádraží pro obce Diepoldsau, Widnau, Balgach, Berneck a hlavní přestupní stanice pro autobusy RTB Rheintal Bus. Tyto čtyři obce, plus obec Au, jsou s Heerbruggem tak silně provázány, že projíždějící návštěvníci již bez odpovídajícího značení nemohou rozeznat přechod mezi jednotlivými obcemi. Dálniční křižovatka Widnau je pomocí obchvatu napojena přímo na průmyslovou oblast. Hraniční přechod Au, jakožto nejdůležitější v regionu, je pravidelně dopravně přetížen.
V dřívějších dobách, přibližně do poloviny 20. století, byla centrem Rheintalu obec Altstätten, jediné město v regionu kromě Rheinecku. Vlakové nádraží Altstätten, patřící Švýcarským spolkovým drahám, nabízí spojení autobusovou linkou na nádraží Altstätten Stadt a tím také na železniční trať Altstätten - Gais, kterou provozují Appenzellské dráhy. Trasa této ozubené železnice vede přes Stoss do regionu Appenzellerland. Centrální zastávka tramvajové trati Altstätten - Berneck fungovala v Altstättenu až do začátku 70. let 20. století. Po jejím zrušení a nástupu masové individuální dopravy město nepřetržitě ztrácí svůj význam. Rheineck byl dopravním centrem od 13. století díky rýnskému vorařství a s ním souvisejícímu přístavu. S regulací Rýna a s tím spojenou ztrátou splavnosti řeky také toto město stále více ztrácelo na důležitosti. Naopak na důležitosti získalo Sankt Margrethen, které je domovem největšího celního skladu v regionu a je také zastávkou vlaků Eurocity na vysokorychlostní trati Mnichov-Curych.
V roce 2002 došlo k rozšíření silnice N13 na dálnici A13. Kolem vesnice Montlingen byl zbudován tunel na ochranu před hlukem, kterého se u federální vlády domohlo místní obyvatelstvo ze strachu před hlukovým znečištěním. Až do výstavby A13 byla silnice N13 nechvalně známá jako „úsek smrti“ kvůli nadprůměrnému počtu vážných dopravních nehod.

#### Lichtenštejnské údolí Rýna

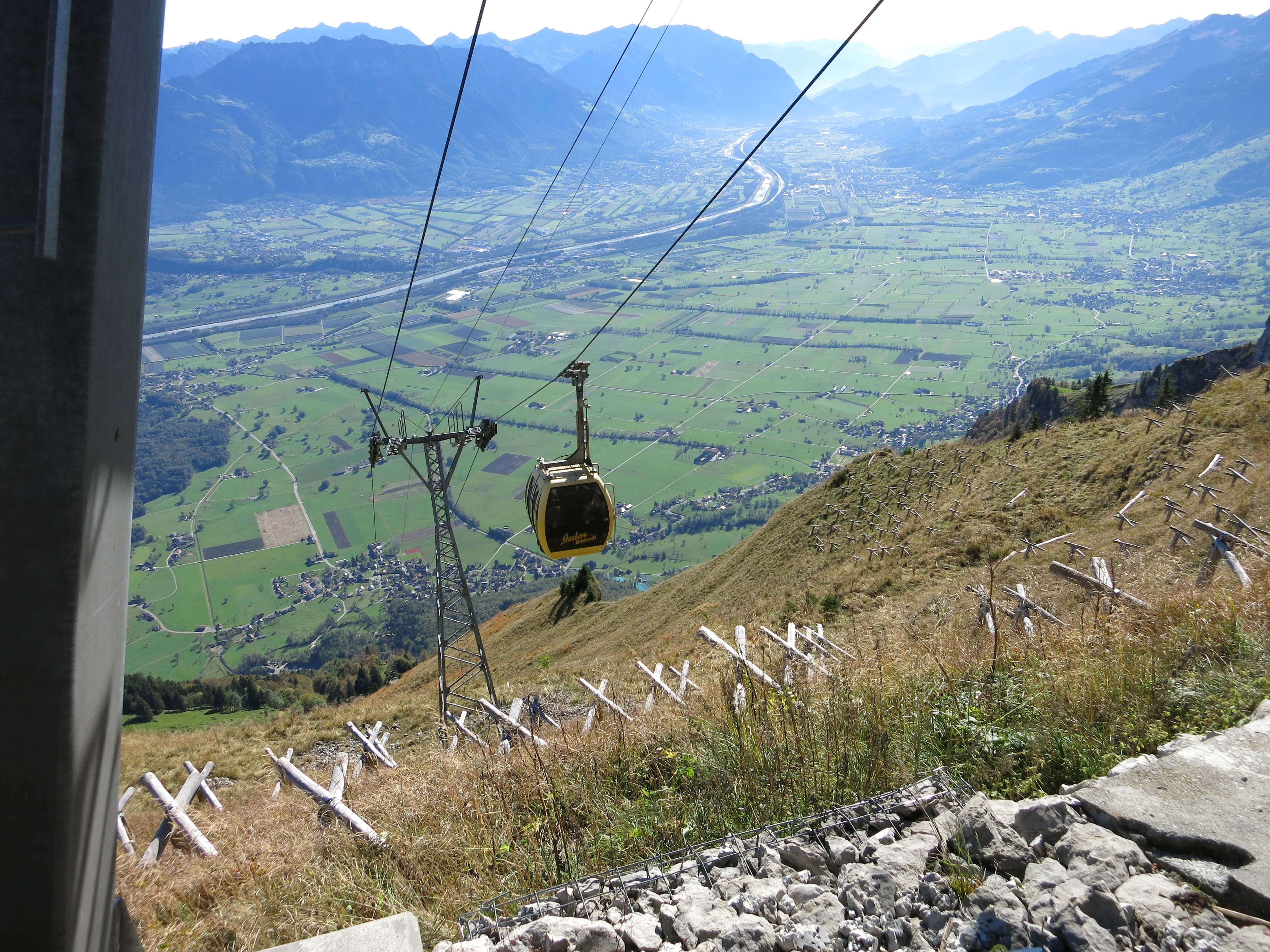
Pohled na Lichtenštejské údolí Rýna směrem ze Švýcarska

Na sever od Churského údolí Rýna se na pravém břehu řeky rozkládá Lichtenštejnské údolí Rýna. Celá oblast od severu k jihu měří 24 km. Tvoří ji louky, pole a pastviny, neproduktivní plochy a zastavěné plochy. Nejnižším bodem oblasti je Ruggeler Ried (430 m n. m.). Lichtenštejnské knížectví se dělí na 11 obcí, které jsou většinou tvořeny pouze samotným městem nebo vesnicí. Dělí se na Unterland (Dolní země), do které patří obce Eschen, Gamprin, Mauren, Ruggell a Schellenberg, a na Oberland (Horní země), do které patří Balzers, Planken, Schaan, Triesen, Triesenberg a Vaduz. Toto rozdělení nevychází z nadmořské výšky, ale polohy po proudu řeky (tj. Oberland se nachází výše po proudu řeky a Unterland níže). Většina populace země (38 650) obývá právě údolí Rýna.
Navzdory tomu, že Lichtenštejnsko leží v Alpách, převažující jižní vítr zajišťuje v údolí relativně mírné podnebí. Průměrná roční teplota je 10,2 °C; nejteplejší měsíce jsou červen, červenec a srpen. Průměrný úhrn ročních srážek je 900–1500 mm.

#### Vorarlberské údolí Rýna

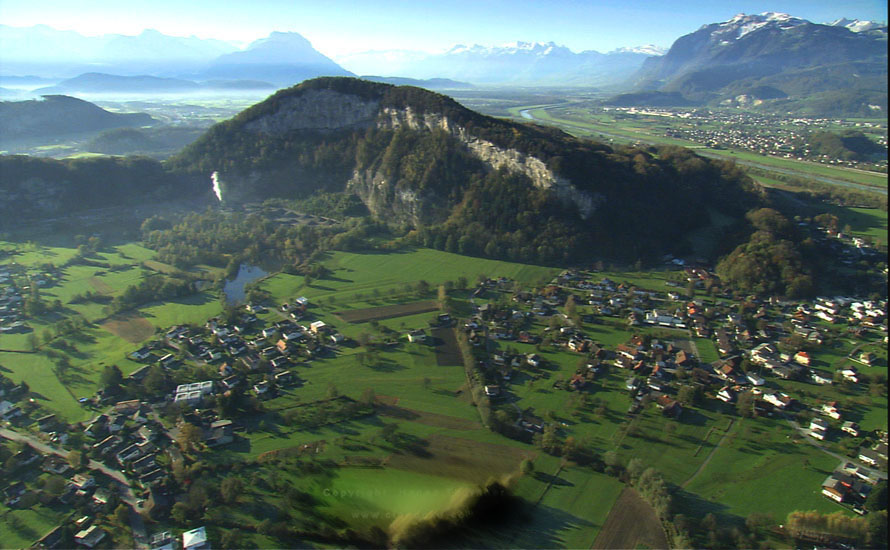
Hora Kummenberg

Dále na sever se na pravém břehu Rýna nachází Voralberské údolí Rýna. To se stejně jako Lichtenštejnské dělí podle směru toku řeky na Unterland (Dolní země) a Oberland (Horní země). Unterland se rozkládá od břehů Bodamského jezera až po horu Kummenberg. Oberland se pak rozkládá od Kummenbergu až po hranice s Lichtenštejnskem. Unterland zahrnuje všechny oblasti okresů Bregenz a Dornbirn, které leží v údolí Rýna. Aglomerace Bregenzu, Dornbirnu a dalších sousedících obcí má přibližně 180 000 obyvatel, jedná se tedy zhruba o polovinu všech Vorarlberčanů. „Zelenými plícemi“ regionu je Vorarlberger Ried, mokřadní krajina nacházející se na hranici se Švýcarskem, která je ze tří stran obklopena sídelními oblastmi ve Vorarlbersku.
Geograficky spadá pod Unterland také obec Altach. Vzhledem ke svým historickým vazbám na obec Götzis a fakt, že je součástí okresu Feldkirch, je Altach běžně řazen k Oberlandu.

### Geografické hranice

#### Státní hranice
Alpský Rýn tvoří hranici mezi Lichtenštejnskem a Švýcarskem a také mezi Rakouskem a Švýcarskem.
V některých úsecích řeky, které byly odříznuty regulací Rýna z roku 1900, se hranice odchyluje od současného toku řeky. Tyto říční meandry, odříznuté od původního toku, se nazývají „Starý Rýn“ a stále jimi probíhá nezměněná státní hranice. Nejvýraznější odchylky od původní trasy řeky se nacházejí u města Diepoldsau, a také v oblasti delty do Bodamského jezera, kde posledních 5 km řeky teče zcela uvnitř rakouského území.

#### Členění Alp

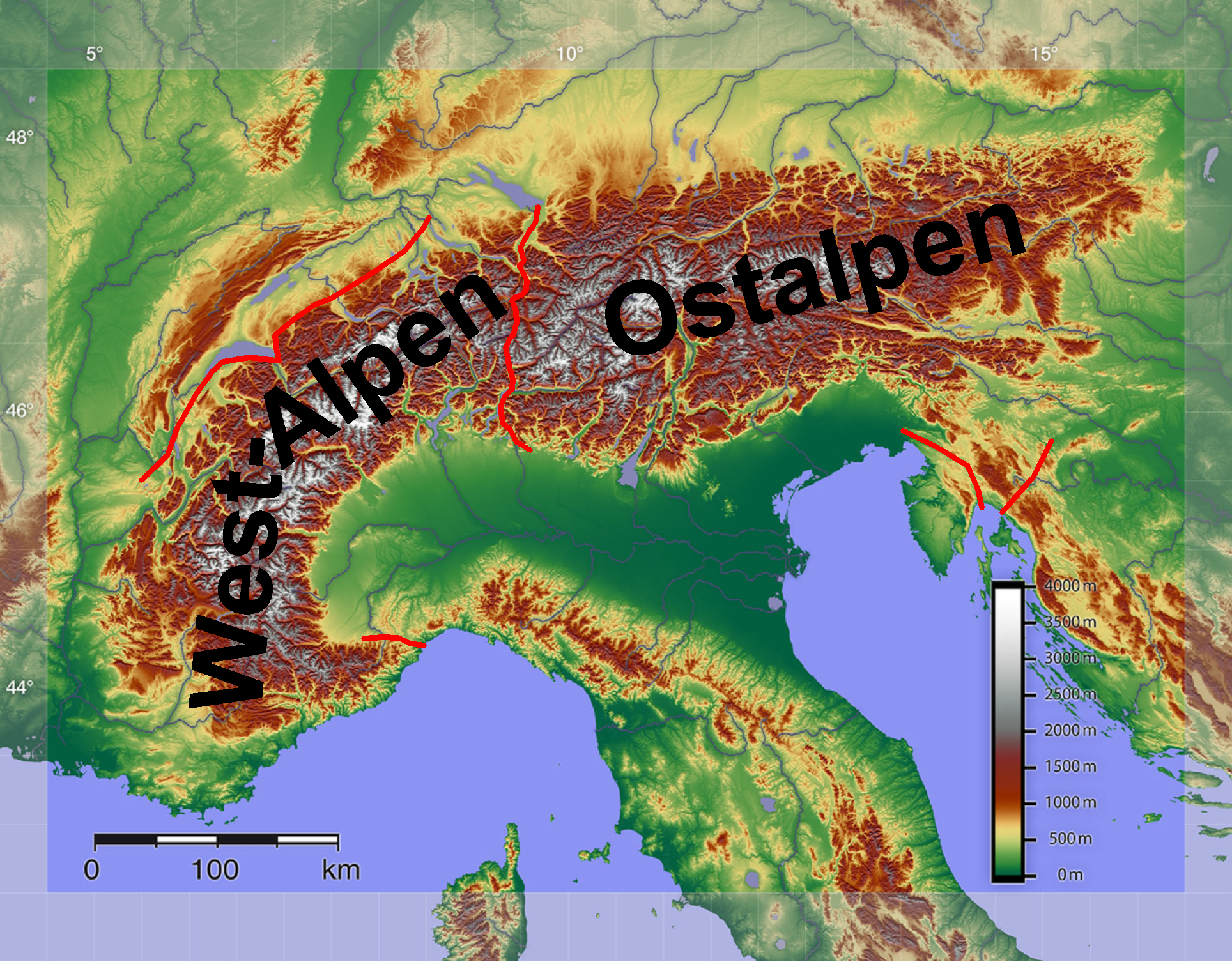
Hranice mezi Východními a Západními Alpami

Pokud jde o členění Alp, ústřední roli hraje právě údolí Alpského Rýna. Při rozdělení Alp na dvě části je údolí hranicí mezi Východními a Západními Alpami. U rozdělení Alp na tři části, tvoří údolí do značné míry hranici mezi Východními a Středními Alpami.

### Rýnské příbřeží

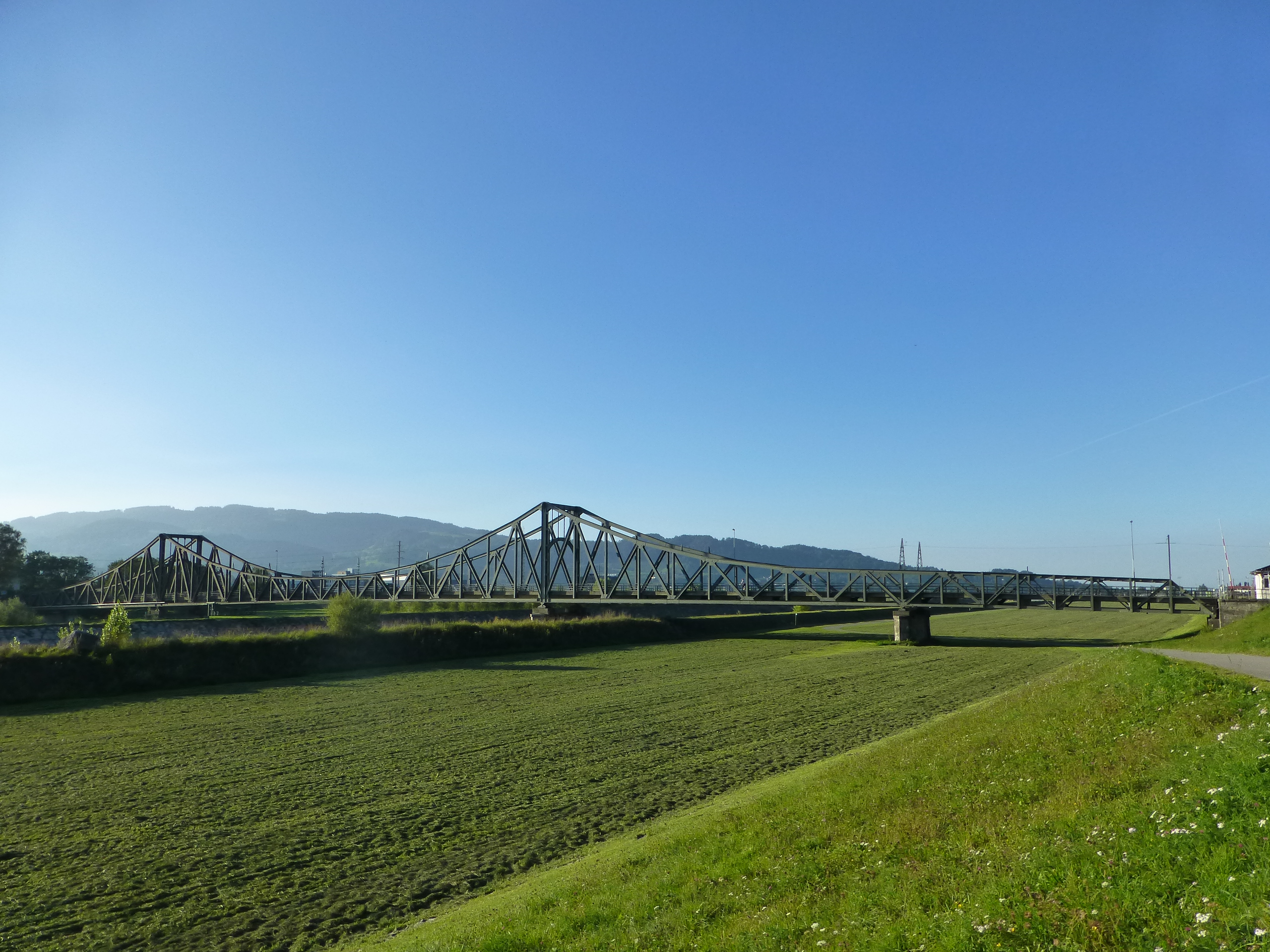
Rýnské příbřeží u mostu Wiesenrainbrücke

Jako Rýnské příbřeží se označuje kulturní krajina mezi nábřežím říčního koryta a protipovodňovými valy. Slouží jako zátopové území při povodních, a zajišťuje, že vodní masy nezaplavují obdělávanou půdu. Současné Rýnské příbřeží bylo vytvořeno v průběhu regulace Rýna a doprovází řeku na pravém břehu od vesnice Bangs na hranici Lichtenštejnska a Rakouska, a následně oboustranně od vesnice Oberreit, o 6 km níže po proudu řeky, kde dosahuje oboustranně šířky přibližně 100 metrů. Celá povodňová oblast Alpského Rýna s příbřežím i protipovodňovými valy je v průměru 260 metrů široká, přičemž v oblasti Widnau/Diepoldsau (81. kilometr řeky) dosahuje šířky až 464 metrů. Větší šířka příbřeží v oblastech výraznějšího zakřivení řeky bere v potaz větší rychlosti proudění vody, a tedy to, že nábřeží říčního koryta je častěji přetékáno.
Rýnské příbřeží bývá zemědělsky využíváno (především louky), a slouží jako rekreační oblast - mj. vedou na obou březích po protipovodňových valech cyklostezky. Je zde také vyhlášeno několik přírodních rezervací a chráněných krajinných oblastí.
Průměrný průtok Alpského Rýna v měřícím bodě Diepoldsau je 235 m³/s. Hlavním rýnským kanálem může protékat až 1285 m³/s vody, než hladina překročí koruny nábřežních hrází (= dvouletá voda, Q2). Díky Rýnskému příbřeží, jakožto účelovému zátopovému území, může v oblasti Diepoldsau bezpečně protékat až 3100 m³/s vody, než bude zaplavena obdělávaná půda v Rýnském údolí - tato situace odpovídá stoleté vodě (Q100). V následujících letech by měla být kapacita zátopových území zvýšena na minimálně 4300 m³/s (Q300). Tato výstavba ovlivní stávající mezinárodní cesty na dolním toku řeky, mezi ústím Illu a Bodamským jezerem. Výstavba bude koordinována s vodním hospodářstvím na švýcarském horním toku řeky. Za tímto účelem byl zahájen přeshraniční projekt s názvem Rhesi („Rhein - Erholung und Sicherheit“, česky „Rýn - rekreace a bezpečnost“), ve kterém jsou státní činnosti přizpůsobeny potřebám zemědělství, rekreace a ochrany přírody. Tato modernizace Rýnského příbřeží spočívá na koncepci rozvoje Alpského Rýna, kterou vypracovaly Mezinárodní vládní komise pro Alpský Rýn (Internationale Regierungskommission Alpenrhein - IRKA) a Mezinárodní regulace Rýna (IRR) v roce 2005.

### Podnebí a počasí

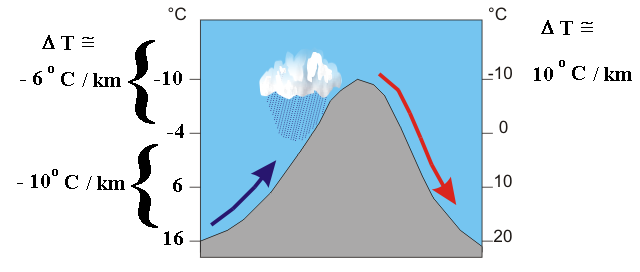
Schematické znázornění Fénu

Charakteristickým rysem podnebí v celém Rýnském údolí je silný Fén, který často potlačuje špatné počasí a kterému místní přezdívají Požírač sněhu či Vařič hroznů. Zřídka dosahuje rychlosti větru přes 80 km/h. Pokud se tak přesto stane, můžeme hovořit o tzv. Fénové bouři. Zcela výjimečně jsou zaznamenány nárazy větru o síle až 150 km/h, což odpovídá síle hurikánu (64 kn; 117,7 km/h). Fén také zajišťuje, že v Rýnském údolí roste kukuřice obzvláště dobře, a že hroznové víno vždy dozraje. Pokud Fén vydrží déle než jeden den, teplota stoupne v průměru o 10–12 °C. Dne 19. září 1999 denní teplota ve Vaduzu během třídenního Fénu stoupla z původních 8 °C na 28 °C. Mezi lety 1989 a 1998 statistická analýza ukázala v průměru 16,4 fénových dnů za rok s průměrnou délkou Fénu 1,6 dne. Fén ne vždy dosáhne Bodamského jezera. Mezi 15. zářím 1999 a 5. listopadem 1999 byl ve Vaduzu Fén zaznamenán dvanáctkrát, z toho ale pouze dvakrát také měřicí stanicí v Altenrheinu. Fén v Rýnském údolí je jedním z nejlépe prozkoumaných povětrnostních jevů v Evropě; vědci se mu věnují už více než 150 let.

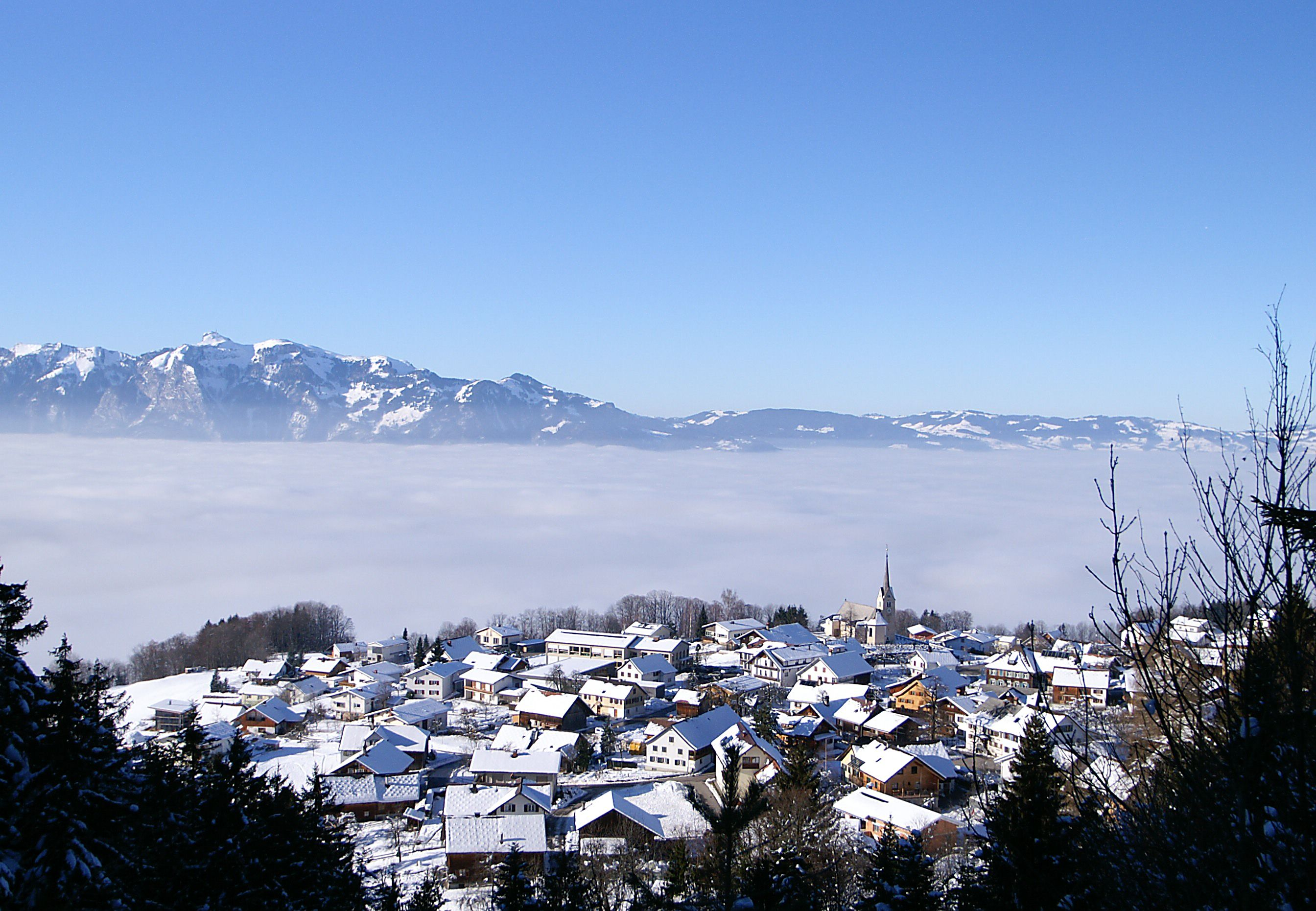
Typická podzimní údolní mlha. Horní hranice mlhy se nachází ve výšce cca 700 m n. m.

Počasí v Rýnském údolí lze v zásadě rozdělit na tři klimatické zóny. Horní údolí Alpského Rýna (od jižního začátku až k městu Sargans), Dolní údolí Alpského Rýna a oblast Bodamského jezera kolem ústí Alpského Rýna. Klima v Horním a Dolním údolí Alpského Rýna je do značné míry formováno stejnými vlivy, ale oblasti nevykazují vždy stejný jev současně. Spodní část může být pokryta mlhou, zatímco horní část je zcela bez mlhy (např. díky vlivu slabého Fénu). Obecně platí, že vliv alpského Fénu a s tím spojený nárůst teploty klesá od jihu k severu. Kvůli vlivům Bodamského jezera leží často celé Rýnské údolí několik dní v mlze, k čemuž dochází zejména na jaře a na podzim. Současně se však v tuto dobu může střídat s vytrvalými obdobími Fénu, který mlhu potlačuje. Podle rakouských standardů je klima Rýnského údolí považováno za extrémně mírné. Kromě Fénu teplotu v Dolním údolí Alpského Rýna určuje zejména Bodamské jezero a masiv Alpstein. Proudy studeného vzduchu přicházejí ze západu a přivádějí vlhký vzduch na Švýcarskou plošinu, který často doprovází vítr ze západu (západní vítr). Část mraků kondenzuje už na Alpsteinu. Západní vítr, který přichází od Bodamského jezera a jezera Seeztal a proniká z obou stran do Dolního údolí Alpského údolí Rýna, stoupá do Bregenzského lesa a na severní úpatí Rätikonu a pohání zbývající mraky severovýchodním směrem. Dolní údolí Alpské údolí Rýna je tak často ušetřeno srážek, které se v okolních oblastech hojně vyskytují. Vodní masy pak proudí dolů do Rýnského údolí, což je doprovázeno rychlým vzestupem vodní hladiny údolních řek.

#### Podnebí v oblasti Bodamského jezera
Obecně je klima stejné jako v celém jihovýchodním Německu. Vlivem Bodamského jezera je oblast od ústí Alpského Rýna po několik kilometrů do údolí na jaře a na podzim za pěkného počasí pokryta přetrvávající přízemní mlhou, která se může v oblasti ústí udržovat až do odpoledních hodin. Tento jev často postihuje i Rýnské příbřeží. Vliv Fénu je zde mnohem méně výrazný.

## Historie
Historie krajiny, která je dnes rozdělena do tří různých států, je úzce propojená a proměnlivá.

### Středověk
Dnešní politická společenství a území vzešla z římské provincie Raetia Curiensis a alemány osídlených oblastí kolem Bodamského jezera. Za Franské říše bylo Rýnské údolí mezi Montsteinem a průsmykem Hirschensprung součástí hrabství Rheingau (poprvé zmíněno roku 891). Oblast mezi Bodamským jezerem a Montsteinem byla součástí panství Thurgau. Oblast se později stala součástí Švábského vévodství. S koncem Štaufů na počátku 13. století skončila také politická jednota Rýnského údolí. Ta byla nahrazena fragmentací na malá a velmi malá území která trvala po celý zbytek středověku. Římský císař, kostnický biskup, opat kláštera v St. Gallenu a hrabata z Bregenzu a Werdenbergu - ti všichni si nárokovali různé části údolí. Od chvíle, kdy Habsburkové roku 1363 získali kontrolu nad Tyrolskem, začali postupně expandovat dále na západ kombinací dobývání a nákupů. Do roku 1395 tak získali kontrolu nad velkou částí údolí.
Velký vliv nad údolím měla v pozdním středověku také hrabata z Toggenburgu, po jejich zániku Appenzell znovu dobyl Rýnské údolí kolem Rheinecku (Místodržitelství Rheintal) ve Staré curyšské válce roku 1445. Apenzell následně chránil Rýnské údolí před teritoriálními nároky opata z kláštera v St. Gallenu, zvláštně v sérii bitev tzv. Sanktgallenské války od léta 1489 do jara 1490. Nakonec však byl Apenzell donucen předat vládu na územím válčícím mocnostem - opatovi ze St. Gallenu a čtyřem kantonům, Glarus, Lucern, Schwyz a Curych - čímž se místodržitelství dostalo do prostoru Staré švýcarské konfederace a stalo se z něj tzv. společné panství.

### Novověk

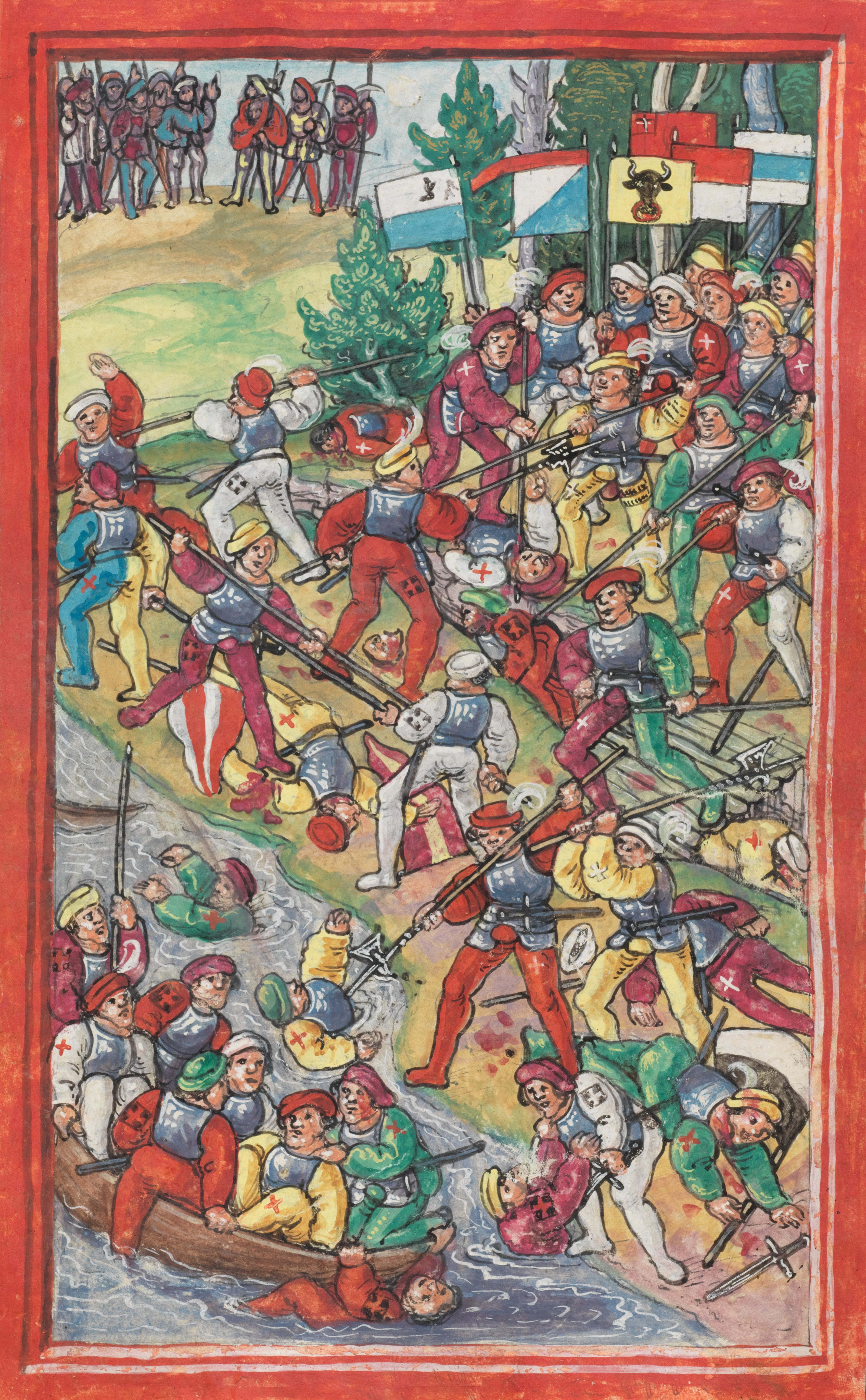
Bitva u Hardu, jedna z mnoha potyček Švábských válek

Dnešní národní hranice podél alpského Rýna vykrystalizovaly ve Švábské válce roku 1499 a původní švábský územní celek, tzv. Höchstská marka, rozkládající se na obou březích Alpského Rýna, byl definitivně rozdělen. Z osady Sankt Johann vznikla dnešní obec Höchst. Osada Sankt Margrethen se osamostatnila a stala se součástí Švýcarské konfederace. Falc Lustenau byla naopak rozdělena až v roce 1593, kdy se od ní oddělila falc Widnau-Haslach (dnes obce Widnau, Au a Diepoldsau). V zásadě ale Švábská válka stanovila hraniční čáry mezi Švýcarskou konfederací a Svatou říší římskou a měla tak vliv na vymezení hranic, vedoucích středem údolí dodnes.

#### Levý břeh Rýna

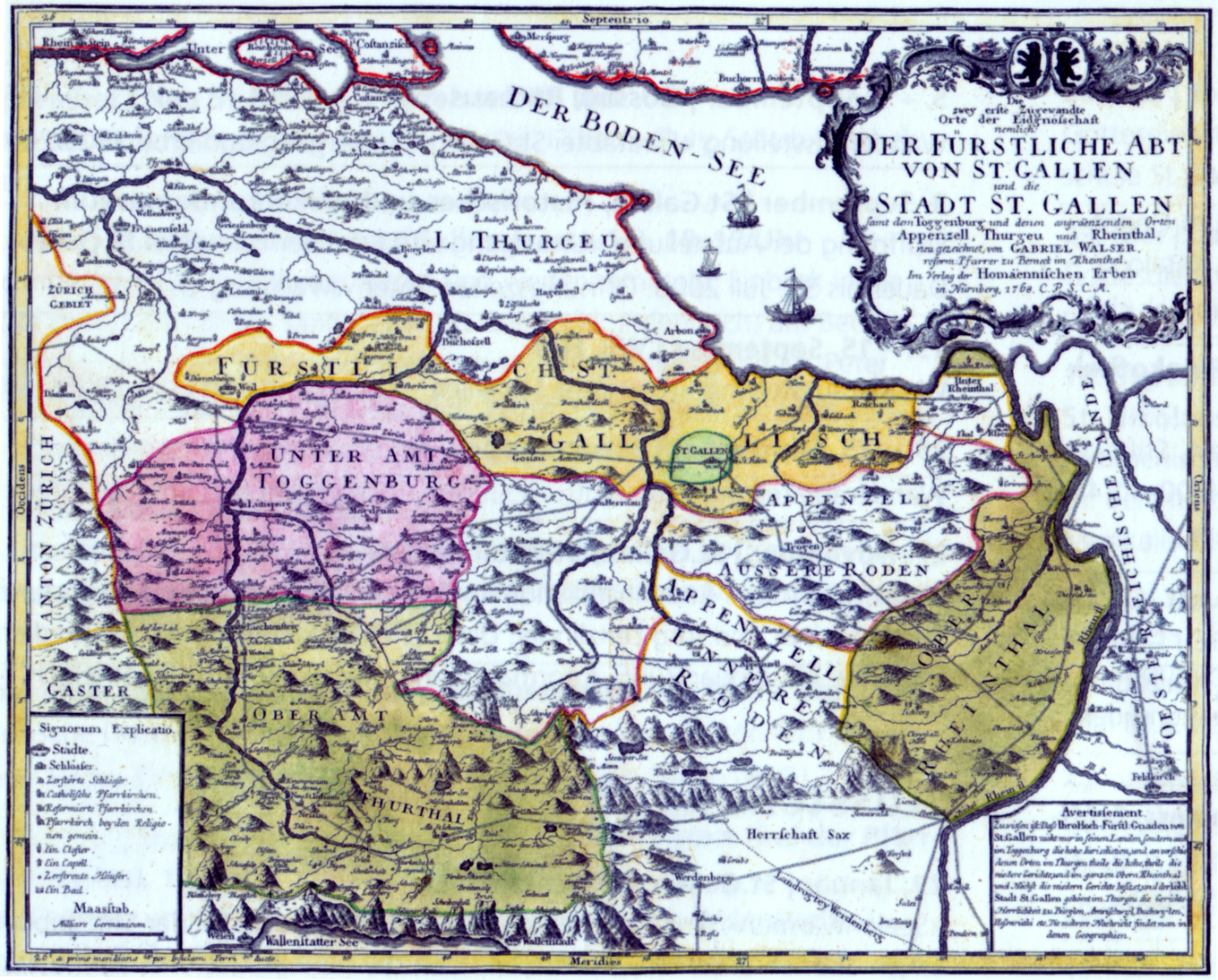
Mapa oblastí kolem St. Gallenu v rámci Staré švýcarské konfederace, 1768

V roce 1528 byla v místodržitelství Rheintal uznána protestantská víra. Přestože katolická víra nezmizela, pouze obce Altstätten, Widnau, Kriessern a Rüthi si uchovaly katolickou většinu. Po porážce katolické hegemonie byl 11. srpna 1712 uzavřen Aarauský mír, který ukončil vleklé náboženské spory ve Švýcarsku a ustanovil konfesiální paritu, která oběma vírám umožnila koexistovat v naprosté právní rovnosti - tento koncept byl ve Svaté říši římské relativně běžný již od Vestfálského míru v roce 1648.
Ke správně územním změnám však v údolí docházelo nadále. Sanktgallenské údolí Rýna tak až do roku 1798 náleželo postupně k těmto historickým územím:
- Rheingau, do 12. století název území, které zhruba odpovídá dnešnímu volebnímu obvodu Rheintal.
- Místodržitelství Rheintal, od roku 1491 do roku 1798 společné panství Staré švýcarské konfederace.
- Hrabství Sargans, do roku 1798 společné panství Staré švýcarské konfederace.
- Úřad Gams, místodržitelství Windegg, do roku 1798 společné panství Staré švýcarské konfederace.
- Hrabství Werdenberg, do roku 1798 poddanská oblast kantonu Glarus.
- Panství Sax, do roku 1798 poddanská oblast kantonu Curych.

V důsledku kolapsu Staré švýcarské konfederace (po nájezdech francouzských revolučních armád), vyhlásilo roku 1798 místodržitelství Rheintal svou nezávislost. Dne 26. března 1798 zveřejnila obec Altstätten ústavu a zvolila zemského hejtmana a zemskou radu. Během několika týdnů však byla tato rodící se nezávislost potlačena začleněním celého místodržitelství do kantonu Säntis tehdejší Helvétské republiky (s výjimkou Rüthi a Lienz, přidělených do kantonu Linth). Po přijetí Napoleonova Zákona o zprostředkování byla dne 19. února 1803 Helvétská republika zrušena, stejně jako její kantony, a došlo k založení kantonu St. Gallen. Území mezi obcemi Staad a Lienz v něm tvořilo okres Rheintal, jehož hlavní město se střídalo každý měsíc mezi Allstätten a Rheineckem. Území obcí Werdenberg, Wartau, Sax a Gams utvořila okres Werdenberg. Dalším okresem se stal okres Sargans od kterého byla oddělena obec Wartau, ale naopak připojena byla obec Quarten.
V roce 1831 byl okres Rheintal rozdělen na okresy Horní údolí Rýna (Oberrheintal) a Dolní údolí Rýna (Unterrheintal), toto rozdělení bylo v rámci reorganizace volebních obvodů kantonu St. Gallen zrušeno teprve v roce 2003.

#### Pravý břeh Rýna

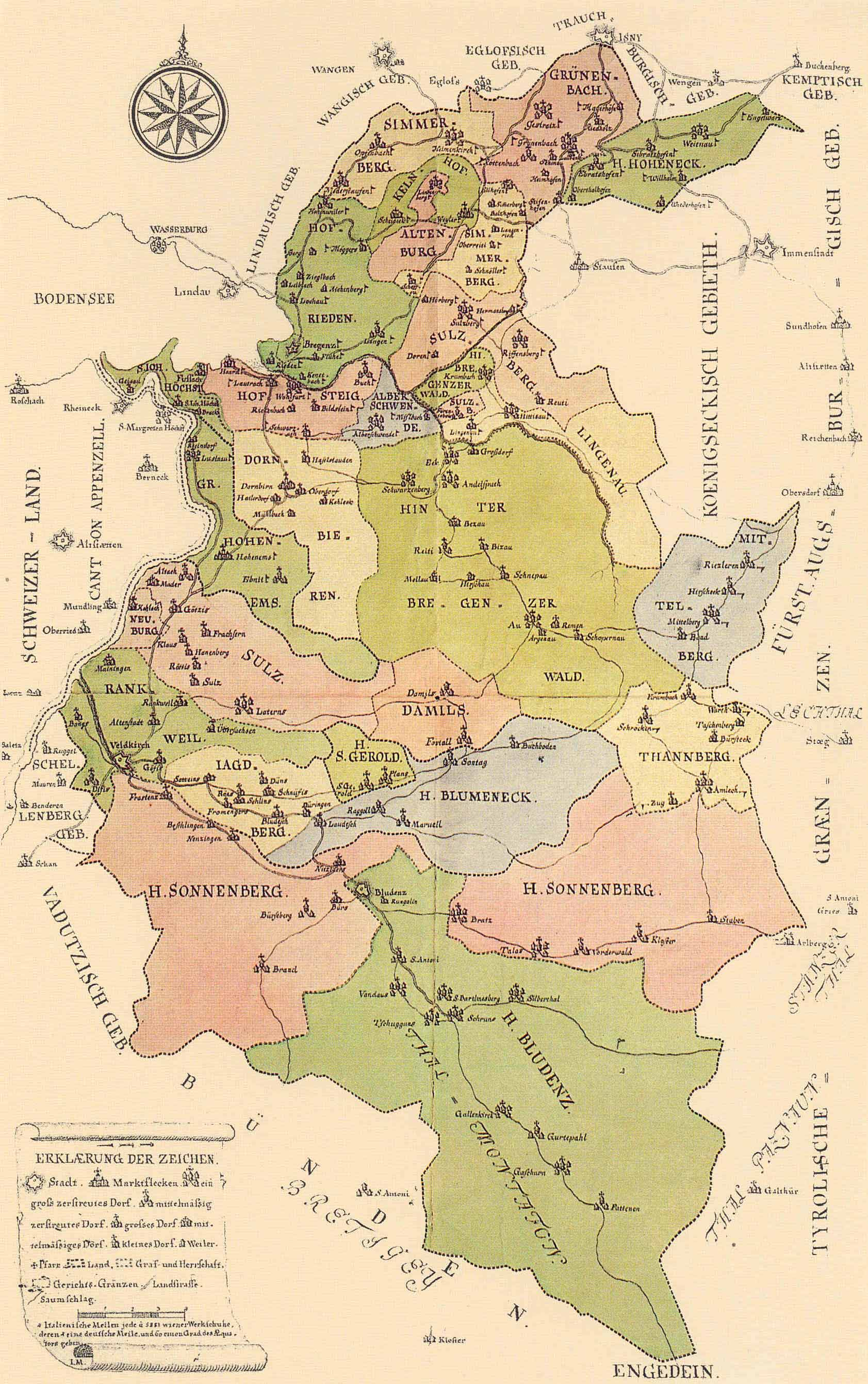
Vorarlberská panství roku 1783

Na pravém břehu Alpského Rýna byly oblasti dnešního Vorarlberska kolem roku 1815 sjednoceny Habsburky. Vorarlbersko však získalo svůj vlastní zemský sněm až roku 1861 a zcela nezávislým na Tyrolsku se stalo až po první světové válce.
Lichtenštejnská dynastie zakoupila od Hohenemsu roku 1699 panství Schellenberg a roku 1712 hrabství Vaduz. Poté co byla tato území zakoupena, rozhodl 23. ledna 1719 Karel VI., císař Svaté říše římské, o sjednocení obou panství, a povýšil nově vytvořené teritorium na knížectví Liechtenstein (Liechtenštejnsko), pojmenované na počest jeho věrného služebníka Antonína Floriána z Lichtenštejna. Tímto dnem se tak Liechtenštejnsko stalo suverénním členským státem Svaté říše římské. Zakoupení území a následný vznik knížectví byl zprvu čistě politicky motivovaný a neměl pro Lichtenštejny nijak velký význam, první z knížat navštívilo osobně území Lichtenštejnska až o 120 let později, a rod nadále sídlil ve Valticích. V důsledku Napoleonských válek byla roku 1806 rozpuštěna Svatá říše římská. To mělo pro Lichtenštejnsko dalekosáhle důsledky: říšské, právní a politické mechanismy se zhroutily. Země tak přestala mít jakékoli feudální závazky za svými hranicemi a stala se plně nezávislou. Až do roku 1918 se Lichtenštejnsko politicky orientovalo na Rakousko, ale po válce se ekonomicky i politicky přimklo ke Švýcarsku.

## Obyvatelstvo
| Rozložení obyvatelstva dle regionů | Rozložení obyvatelstva dle regionů |
| Kanton / Země                      | Počet obyvatel                     |
| ---------------------------------- | ---------------------------------- |
| St. Gallen                         | 140.061                            |
| Graubünden                         | 65.000                             |
| Lichtenštejnsko                    | 34.500                             |
| Vorarlbersko                       | 247.370                            |

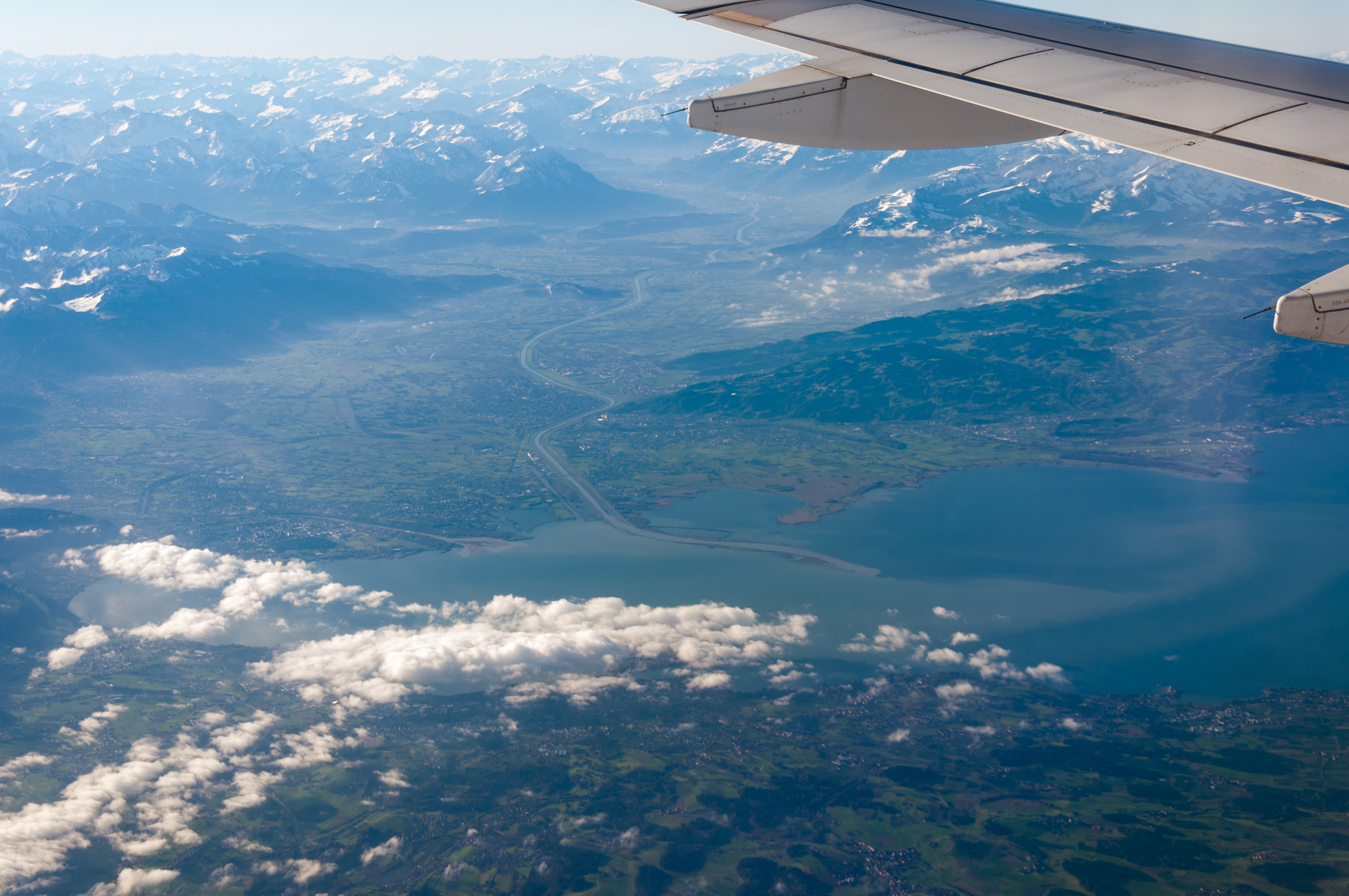
Letecký snímek Rýnského údolí. Jedná se o jednu z nejhustěji osídlených oblastí v Evropě

V údolí Alpského Rýna žije přibližně 470 000 lidí a jejich počet stoupá.
Nejlidnatějšími obcemi v Rýnském údolí jsou:
- ve Švýcarsku Chur (± 37 000)

- v Lichtenštejnsku Schaan (± 6 000)

- v Rakousku Dornbirn (± 50 000).

Na vorarlberské straně údolí se populace za posledních 13 let rozrostla o 8%. Oblast mezi Bregenzem a Feldkirchem a je s více než 240 000 obyvateli největší aglomerací ve Vorarlbersku a jsou v ní soustředěny asi dvě třetiny populace Vorarlberska. Celé Rýnské údolí pak platí za jednu z nejhustěji osídlených oblastí v Evropě.

## Doprava

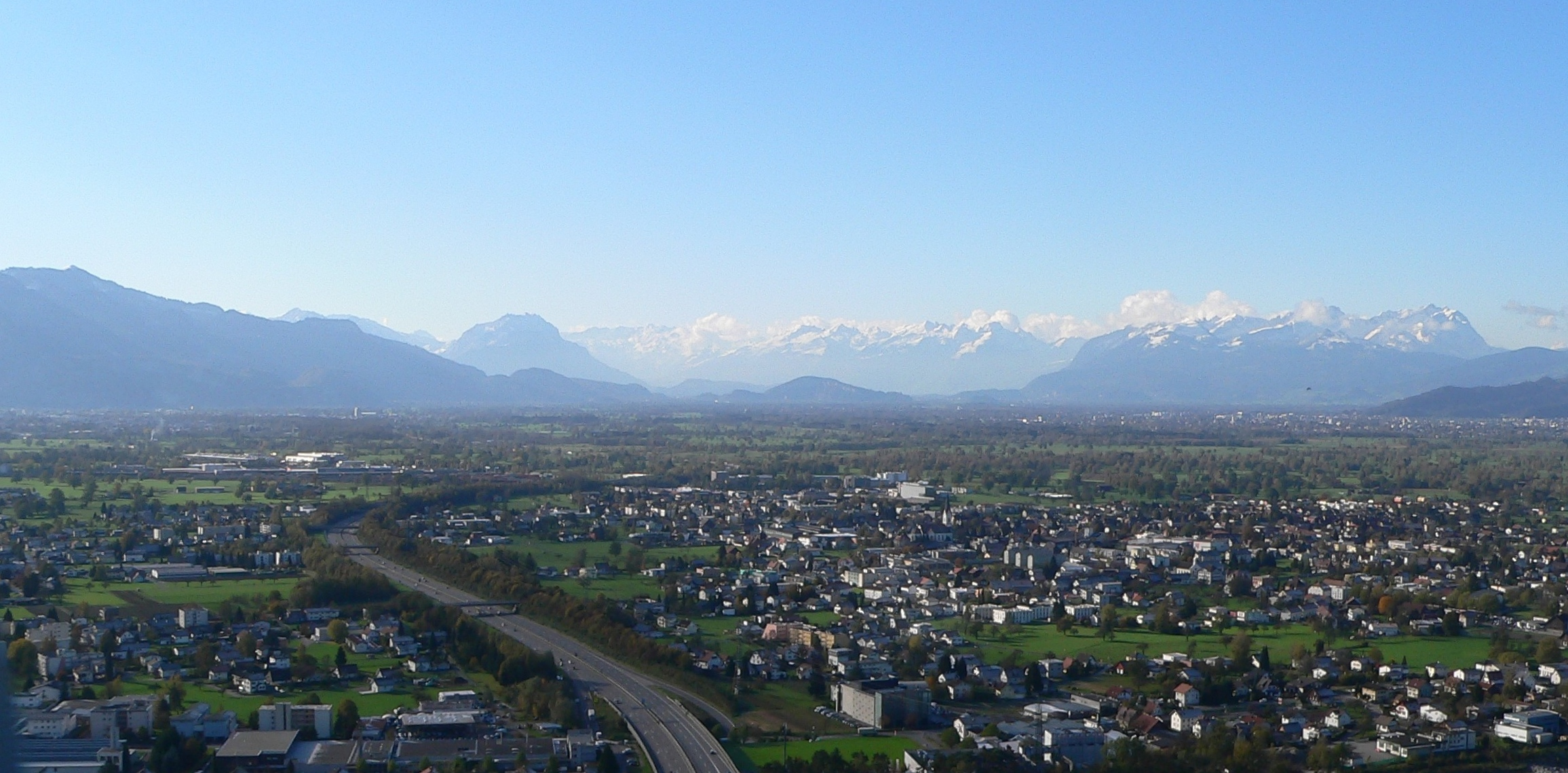
Dálnice A14 u města Lauterach

### Silniční provoz
Region je napojen na švýcarskou (A13) a rakouskou dálniční síť (A14) a díky A14 následně i na německou dálniční síť (A96). Projekt na propojení obou dálnic ve spodní části Rýnského údolí (tzv. A15, později S18) existuje již 25 let, dodnes však nebyl realizován. Tranzitní, prázdninová i místní doprava však způsobují stále větší potíže (mj. znečištění jemným prachem).

### Veřejná doprava
Přímo údolím Alpského Rýna prochází několik mezinárodních železničních tratí, včetně tras Curych - Mnichov a Curych - Vídeň. Místní veřejná doprava není organizována jednotně, ale nabízí přeshraniční spojení. Jednotné tarify dosud existují pouze v rámci jednotlivých států. Mezi jednotlivými tarifními sdruženími však dochází k překrývání a spolupráci. Jedním z příkladů je spojení Heerbrugg-Lustenau-Dornbirn. Linka je provozována společně společnostmi RTB Rheintal Bus (St. Gallen) a Landbus Unterland (Vorarlbersko) a má dvojité označení 351/51. S-Bahn St. Gallen a S-Bahn Vorarlberg jsou spojeny linkou S3 v Sankt Margrethen. Na jihu má lepší spojení zajistit nová linka FLACH S-Bahn mezi Feldkirchem a Buchsem. Projekt Bodensee S-Bahn, který by měl poskytovat integrovanou vysokorychlostní železniční dopravu v celé oblasti Bodamského jezera a Alpského Rýna, je stále v jednání.

### Letecká doprava

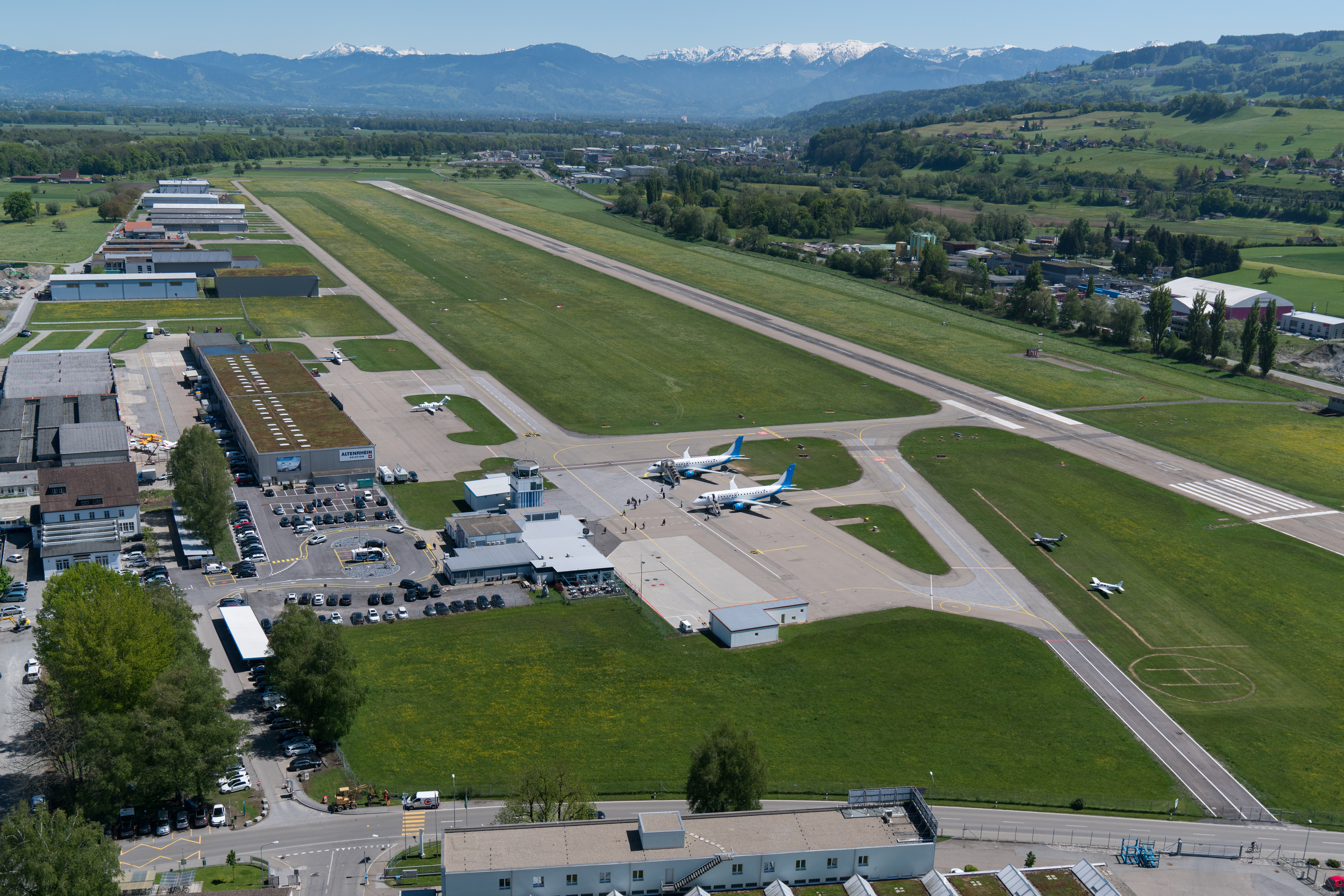
Letiště St. Gallen-Altenrhein

Letiště St. Gallen-Altenrhein, které existuje od roku 1927, se nachází poblíž obce Altenrhein, a je jediným mezinárodním letištěm v regionu. Má kapacitu 250 000 cestujících ročně. V roce 2019 bylo přepraveno 145 000 cestujících. Nabízí zaměstnání 80 zaměstnancům. Na letišti sídlila v letech 1973 až 2002 rakouská letecká společnost Rheintalflug, která od roku 1997 provozovala trasu Altenrhein-Vídeň, a to 17krát týdně. Nástupnickou společností je InterSky se sídlem na letišti Friedrichshafen na německé straně Bodamského jezera, které stále více konkuruje letišti Altenrhein.
V údolí se dále nachází několik sportovních letišť, například v Hohenems či v Bad Ragaz.

### Dopravní cyklistika

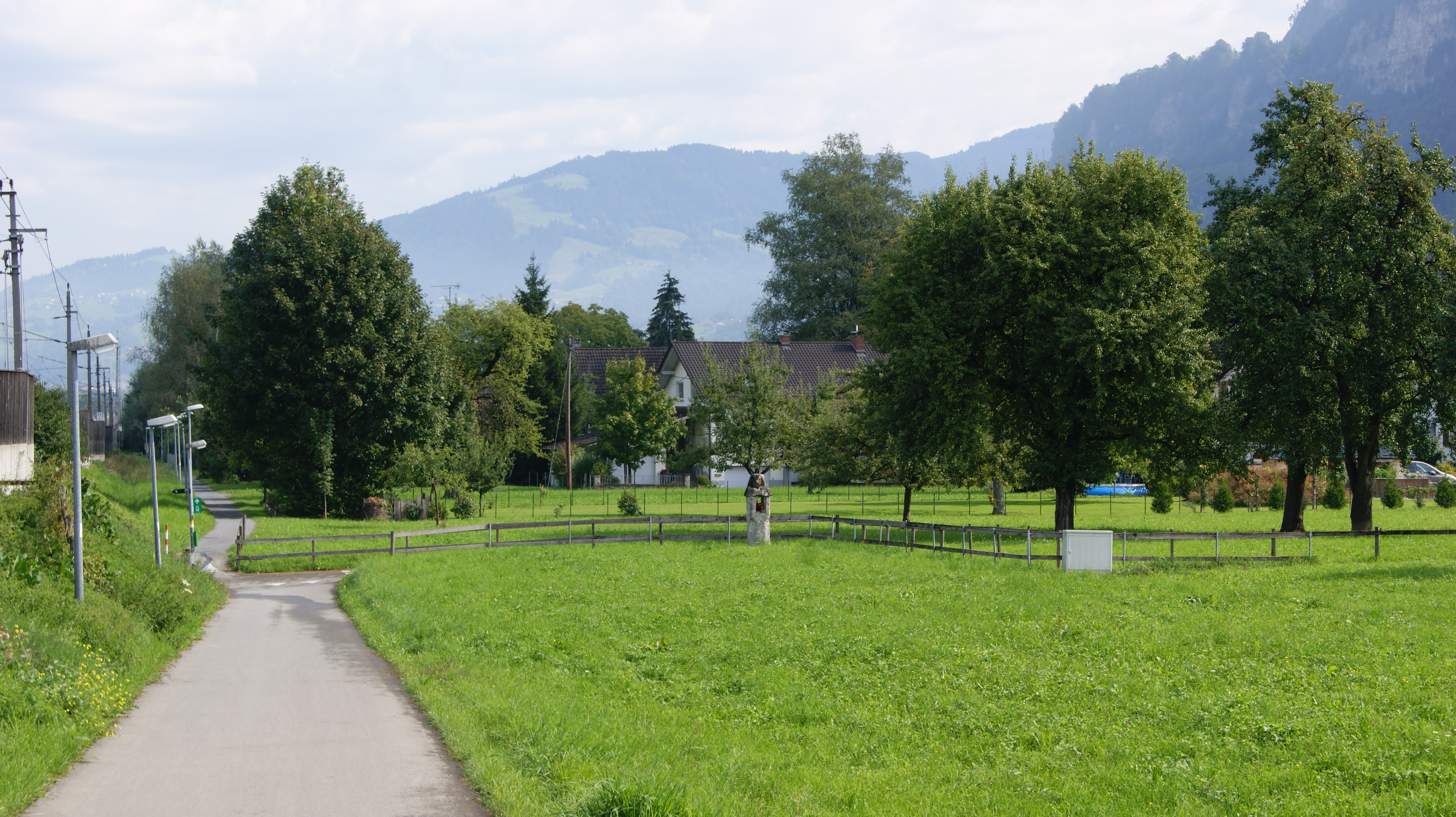
Jedna z mnoha cyklostezek protínajících údolí Alpského Rýna (Hohenems)

Údolím Alpského Rýna procházejí velké části prvního úseku Rýnské cyklostezky (Andermatt-Basilej). Ve Švýcarsku se této cyklostezce říká Rýnska cesta a je označena číslem 2. V Sankt Margrethen se trasa číslo 2 napojuje na Alpskou panoramatickou trasu (trasa číslo 4), která vede ze Sankt Margrethen do Aigle.
Také na rakouské a lichtenštejnské straně Rýna vede množství značených cyklostezek, které mají většinou vlastní infrastrukturu, případně vedou ve značených pruzích podél silnice.

### Dopravní uzly

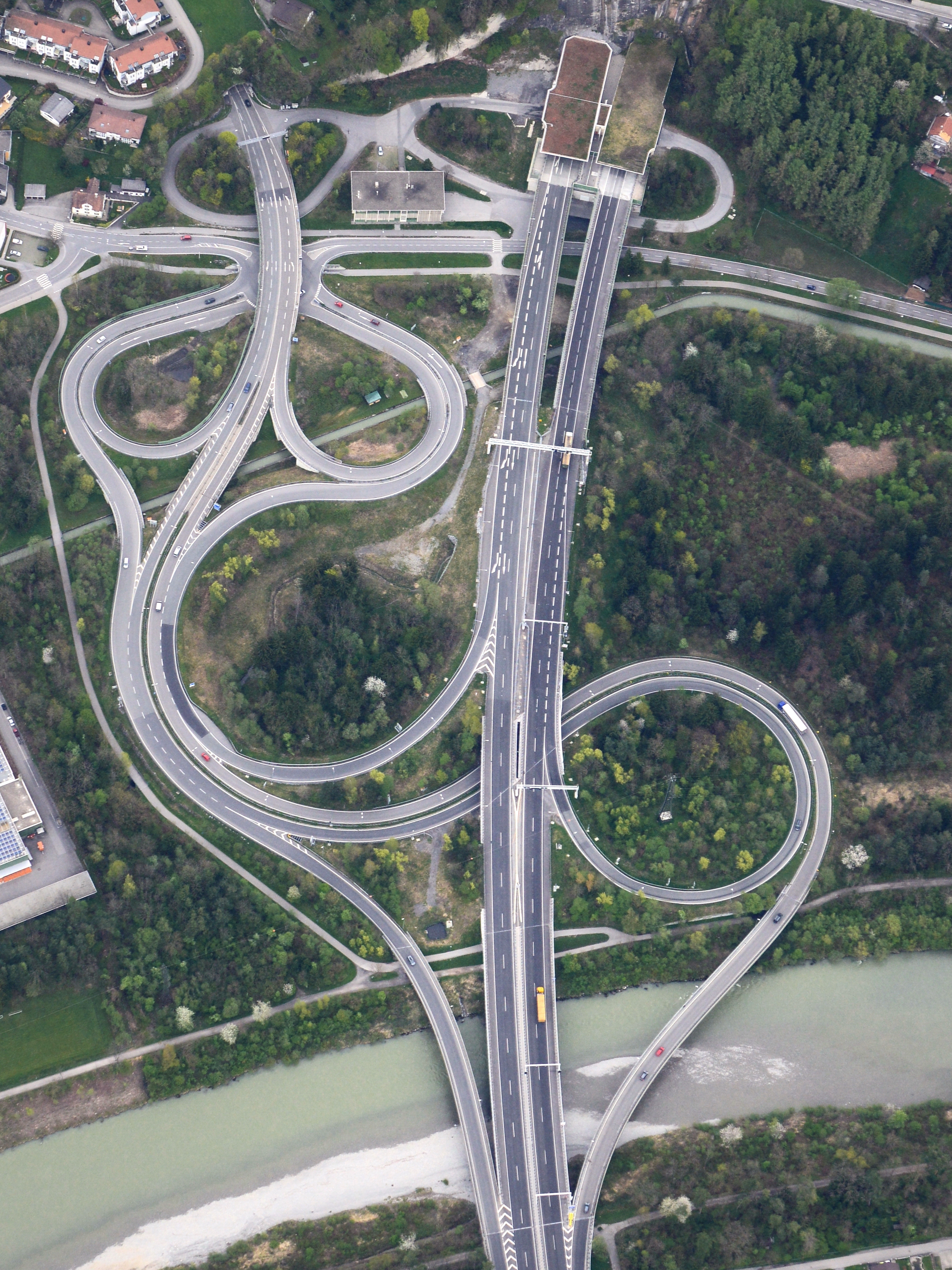
Dálnice A14, křižovatka u Pfänderského tunelu (Bregenz)

Vzhledem k hraničnímu charakteru Rýna a přilehlých hor existují v oblasti Rýnského údolí četné dopravní uzly veřejné a soukromé dopravy.

#### Graubünden - Sarganserland
- Chur: SBB - Rhétská dráha
- Landquart: SBB - Rhétská dráha (Vereinský tunel)
- Sargans: A13 - A3

#### Werdenberg - Liechtenštejnsko
- Hraniční přechod: Trübbach - Balzers
- Silnice: Vaduz - Malbun (Tunel)
- Silnice: Grabs - Wildhaus
- Hraniční přechod: Schaan - Haag
- Hraniční nádraží: Buchs

#### Sanktgallenské údolí Rýna - Vorarlbersko
- Silnice: Feldkirch - Arlberský průsmyk
- Silnice: Altstätten - Stoss
- Hraniční přechod: Diepoldsau - Hohenems
- Hraniční přechod: Au - Lustenau
- Průmyslová zóna: Nákladové nádraží Wolfurt
- Hraniční přechod: Dálnice A15 (S18) - plánuje se
- Hraniční přechod: Sankt Margrethen - Höchst
- Hraniční přechod: Sankt Margrethen - Bregenz
- Silnice: Bregenz (Pfänderský tunel)
- Hraniční přechod: Bregenz - Lindau
- Lodní spojení: Rheineck - Rorschach

## Ekonomika

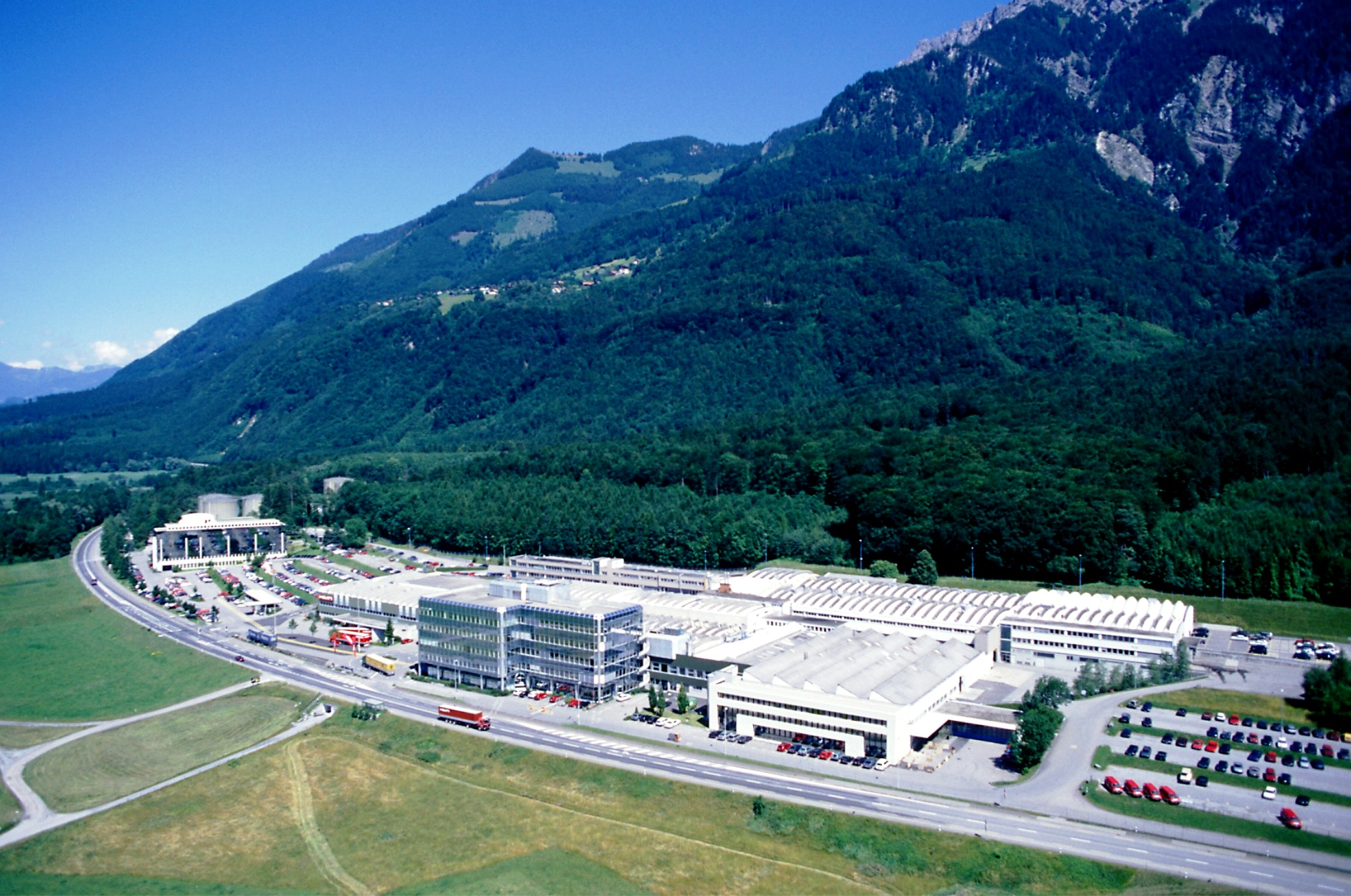
Hlavní sídlo Hilti, Schaan, Lichtenštenjsko

Kromě několika málo zbývajících společností v oblasti textilního průmyslu, odvětví kdysi silně formujícího Rýnské údolí, dnes dominují především společnosti v kovozpracujícím průmyslu (SFS Holding, Meusburger), špičkových technologiích (Leica Geosystems, VAT Group, Doppelmayr-Garaventa, Menzi Muck), chemickém průmyslu (Ems-Chemie), ale také stavebním průmyslu (Hilti, Rhomberg Group). V Lichtenštejnsku je také silně zastoupen bankovní a finanční sektor. Tyto a další společnosti primárně zajišťují pracovní místa a ekonomický růst v regionu. Cestovní ruch, který má silný vliv na přilehlé regiony jako Bregenzský les nebo Appenzellerland, hraje v Rýnském údolí spíše nevýznamnou roli. Větší význam má pouze v oblasti kolem Sargans (Pizol).
Podle studie z roku 2004, kterou provedl Manager Magazin - bylo posouzeno 1208 regionů v EU - je oblast Rýnského údolí a Bodamského jezera na 11. místě v Evropě v žebříčku nejlepších míst pro špičkové technologie.
Švýcaři jsou úzce propojeni s Vorarlberčany a využívají výhod plynoucích z blízkosti Voralberského údolí Rýna (a naopak). Mnoho Vorarlberčanů pracuje na švýcarské straně kvůli vyšší úrovni mezd, zatímco Švýcaři rádi jezdí do Vorarlberska nakupovat nebo se bavit kvůli nižším spotřebitelským cenám. Obec Widnau na švýcarsko-rakouské hranici je domovem jedné z největších souvislých průmyslových oblastí s železničním spojením v celém širším regionu.